# ادگار مورن

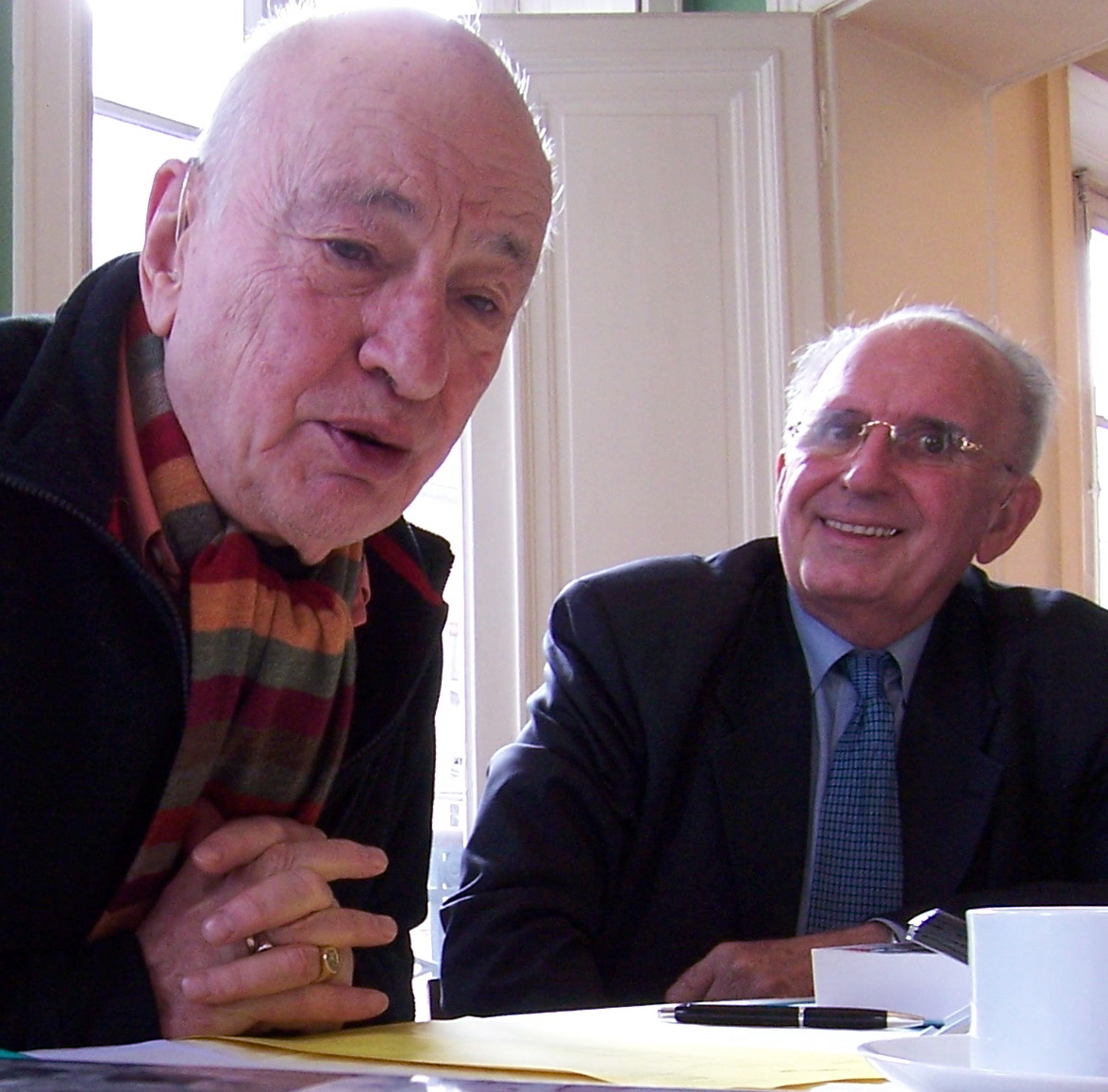
ادگار مورن، سمت چپ.

ادگار مورَن (به فرانسوی: Edgar Morin) با نام اصلیِ ادگار ناهوم، فیلسوف و جامعه‌شناس فرانسوی، در ۸ ژوئیه ۱۹۲۱ در منطقه ۹ پاریس به دنیا آمد. اجدادِ او جزو یهودی سفاردی‌ بودند. مورن نظریه‌پرداز «اندیشۀ پیچیده» و به‌ویژه نویسندۀ مجموعه کتاب «روش» است، اثری شش جلدی (۱۹۷۷-۲۰۰۴) که هدفش ارائه روش‌شناسی برای مطالعاتِ ترارشته‌ای است. او شیوۀ تفکر خود را «شناخت‌شناسی ساخت‌گرا» می‌نامد و در این باره  می‌گوید: «یعنی من از همکاری جهان خارج و ذهن ما برای ساختن واقعیت سخن می‌گویم». مورن به خاطر تنوع کارهایش شهرت دارد، چندان که علاقه‌مندی‌های مختلفی در کارهایش دیده می‌شود و به مرزهای مرسوم در نظام‌های دانشگاهی بی‌اعتنا است.
مورن در طول جنگ داخلی اسپانیا  به مبارزه با فاشیسم پرداخت و سپس در دوران اشغال فرانسه در جریان جنگ جهانی دوم توسط نازی‌ها، به مقاومت فرانسه پیوست. او در جوانی  فعال و  طرفدار  سرسخت کمونیسم بود، اما در سال ۱۹۵۱ از حزب کمونیست فرانسه  (PCF) جدا شد. پس از آن، در ارتباط با پژوهش‌هایش، اندیشه‌ای سیاسی  با  رویکردی انسان‌گرا  را پرورش داد که خواستار  ادغام ابعاد زیست‌محیطی، اجتماعی، اقتصادی و فرهنگی برای پاسخگویی به چالش‌های معاصر است.
او به خاطر فعالیتش در کالج بین‌المللی اخلاق، سیاست و علم  (Collegium international éthique, politique et scientifique) و همچنین در مجمع روزولت  (collectif Roosevelt)، که خود از بنیانگذاران آن‌ها است، شهرت و اعتبار پیدا کرده است.
مورن در سال ۱۳۸۲ به دعوت دکتر امیر نیک‌پی به ایران سفر کرد و همراه داریوش شایگان در دانشگاه شهید بهشتی سخنرانی کرد.

## زندگینامه
ادگار مورن آثار متعددی درباره‌ی گذشته‌ی خود نوشته است، از جمله "خودانتقادی"  (Autocritique) در سال ۱۹۵۹، "ویدال و خاندانش"  (Vidal et les siens) در سال ۱۹۸۹، "سفر"  (Itinérance) در سال ۲۰۰۶، "راه من"  (Mon chemin) در سال ۲۰۰۸ و "خاطرات به دیدارم می‌آیند"  (Les souvenirs viennent à ma rencontre) در سال ۲۰۱۹.
او با نام خانوادگی ناهوم در ۸ ژوئیه ۱۹۲۱ در پاریس به دنیا آمد. پدرش، ویدال ناهوم، در محله‌ی "سانتیه"  (Sentier) پاریس  فروشگاهی  برای  فروش  لباس‌های  بافتنی  داشت  و مادرش لونا برسی  (Louna Beressi) نام داشت. هر دوی آنها یهودیان یونانی و اصالتاً اهل سالونیک  (Salonique) بودند و  تبار  دور  ایتالیایی داشتند. ادگار مورن در محیطی غیرمذهبی بزرگ شد، خانواده‌اش "سه نسل بود که مدرن و سکولار  (laïcisée) بودند."
مادرش در سال ۱۹۳۱ درگذشت، زمانی که او فقط ده سال داشت. در سال ۱۹۱۷،  پزشکان  نوعی  ضایعه‌ی  قلبی  را در  مادرش تشخیص داده  و  به  او  توصیه  کرده بودند که  به  دلیل  خطر  مرگ  در  هنگام  زایمان،  فرزند  نداشته باشد. اما او این توصیه را ناشنیده گرفت.
در سال ۱۹۳۶، در خلال جنگ داخلی اسپانیا، اولین اقدام سیاسی مورن پیوستن به  سازمان  لیبرتر  "همبستگی بین‌المللی ضد فاشیست"  (Solidarité internationale antifasciste)  برای  آماده‌سازی  بسته‌های  کمک  به  جمهوری‌خواهانِ جمهوری دوم اسپانیا بود. در سال ۱۹۳۸، او به  "حزب  پیشرو"  (Parti frontiste)،  یک  گروه  کوچک  چپ‌گرا،  صلح‌جو و  ضدفاشیست پیوست.  او که از سال ۱۹۴۱ عضو حزب کمونیست فرانسه  (Parti communiste français) بود، در سال ۱۹۴۲ به  "نیروهای متحد جوانان میهن‌پرست"  (Forces unies de la jeunesse patriotique)  پیوست  و  به  مقاومت  کمونیستی  وارد  شد.  سپس  به  جنبش  میشل  کایو  (Michel Cailliau)،  "جنبش  مقاومت  اسرای  جنگی  و  تبعیدی‌ها"  (Mouvement de résistance des prisonniers de guerre et déportés - MRPGD)  پیوست.  در  سال  ۱۹۴۳،  او  فرمانده  "نیروهای  رزمی  فرانسه" (Forces françaises combattantes)  شد  و  به  عنوان  ستوان منصوب  شد.  جنبش  او  با  جنبش فرانسوا میتران  (François Mitterrand)  ادغام  شد  و  به  "جنبش  ملی  اسرای  جنگی  و  تبعیدی‌ها"  (Mouvement national des prisonniers de guerre et déportés - MNPGD)  تبدیل  شد.  در  این  زمان  او  نام مستعار  مورن  را  برای  خود  برگزید:  داستانِ این نام مستعار  -  که  توسط  ادگار  مورن  در  یک  برنامه  در  رادیو  فرانسه  اینتر  (France Inter)  تأیید  شد  -  این  است  که  در  یک  جلسه  مقاومت  در شهر تولوز،  ادگار  جوان  خود  را  ادگار  ماگنین  (Magnin)  معرفی  کرد،  با  اشاره‌ای  مستقیم  به  شخصیت اصلی رمان «امید» L'Espoir نوشتۀ آندره مالرو.  اما  یکی  از  همرزمانش  "مورن"  شنید  و  او  نیز برای اصلاح  آن  تلاشی نکرد.
در سال ۱۹۴۵، او به ستاد ارتش اول فرانسه در آلمان (état-major de la 1re Armée française en Allemagne) ملحق شد و سپس در سال ۱۹۴۶ به  سمت  رئیس  دفتر  "پروپاگاندا" (Propagande) در دولت نظامی فرانسه (Gouvernement militaire français)  در  آلمان  منصوب  شد.  او در این دوران کتاب "سال صفر آلمان" (L'An zéro de l'Allemagne) را نوشت که در آن  وضعیت آلمان را  به تصویر  می‌کشد و  بر  وضعیت  روانی  مردم  شکست‌خورده  که  در  حالتی  شبیه  "خوابگردی" (somnambulisme)  به  سر  می‌بردند  و  دچار  گرسنگی  و  آلوده  به  شایعات (rumeurs)  بودند،  تأکید  می‌کند.  این  کتاب  در  زمانی  منتشر  شد  که  رویکرد  کمونیست‌ها  نسبت  به  آلمان  در  حال  تغییر  بود.  پس  از  یک  دوره  سرزنش  و  مقصر  دانستن  آلمان‌ها،  استالین اعلام  کرد  که  هیتلر می‌رود اما  مردم  آلمان  باقی  می‌مانند.
موریس  توریز (Maurice Thorez)  از  او  دعوت  کرد  تا  در  هفته‌نامه  "نامه‌های  فرانسوی" (Les Lettres françaises)  بنویسد.  مورن سپس  از  مارتین هایدگر فیلسوف،  که  مفهوم  "عصر  سیاره‌ای" (ère planétaire)  را  از  او  گرفته  بود،  درخواست  کرد  تا  متنی  برای  مجله  "فواره" (Fontaine)  به  سردبیری  مکس-پل  فوکه (Max-Pol Fouchet)  بنویسد.  این  متن  در  شماره  ۵۴  تابستان  ۱۹۴۶  با  عنوان  "سرود  'مانند  یک  روز  جشن'" (L'hymne « Tel qu'en un jour de fête »  که  بر  اساس  شعری  از  هولدرلین (Hölderlin)  و  با  ترجمه  ژوزف  رووان (Joseph Rovan)  بود،  منتشر  شد.
در  سال‌های  ۱۹۴۸  و  ۱۹۴۹،  او  در  بخش  هنر  و  نمایش  نشریه  دو  هفته‌نامه  "میهن‌پرست  مقاومت" (Patriote Résistant)  که  توسط  "فدراسیون  ملی  تبعیدی‌ها  و  زندانیان  مقاومت  و  میهن‌پرستان" (Fédération nationale des déportés et internés résistants et patriotes)  منتشر  می‌شد،  مقالاتی  نوشت  و  سپس  به  همراه  روبر  آنتلم (Robert Antelme)  و  به  دنبال  اختلاف  نظر  با  حزب  کمونیست  فرانسه،  از  آن  جدا  شد. او  که  از  سال  ۱۹۴۱  عضو  حزب  کمونیست  بود،  از  سال  ۱۹۴۹  از  آن  فاصله  گرفت  و  در  سال  ۱۹۵۱  به  دلیل  نوشتن  مقاله‌ای  در  روزنامه  "فرانسه  ابزرور" (France Observateur)  از  حزب  اخراج  شد.  او  بعدها  در  این  باره  گفت:  "مثل  غم  و  اندوه  یک  کودک  بود،  بسیار  بزرگ  و در عین حال بسیار  کوتاه."
با حمایت موریس مرلو-پونتی،  ولادیمیر ژانکلویچ و پیر ژرژ،  او  در  سال  ۱۹۵۰  به  مرکز ملی پژوهش‌های علمی فرانسه پیوست  و  به  عضویت  "مرکز  مطالعات  جامعه‌شناسی" (Centre d'études sociologiques)  به  سرپرستی ژرژ فریدمن درآمد.  او  در  سال  ۱۹۵۶  به  همراه  دیگران  مجله  "آرگومان‌ها" (Arguments)  را  تأسیس  کرد.
در  سال  ۱۹۵۵،  او  یکی  از  چهار  رهبر  "کمیته  علیه  جنگ الجزایر" (Comité contre la guerre d'Algérie)  بود.  او  از مصالی الحاج که  برای  استقلال  الجزایر  فعالیت  می‌کرد،  دفاع  کرد،  اما  برخلاف  ژان-پل سارتر،  آندره برتون،  گی دوبور  و  همچنین  دوستانش  مارگریت دوراس و  دیونیس ماسکولو،  "اعلامیه  حق  سرپیچی  از  جنگ  الجزایر" (Déclaration sur le droit à l'insoumission dans la guerre d'Algérie)  که  به  "مانیفست ۱۲۱" (Manifeste des 121)  معروف  است  و  در  سپتامبر  ۱۹۶۰  در  روزنامه  "حقیقت-آزادی" (Vérité-Liberté)  منتشر  شد  را  امضا  نکرد.  از  آنجایی  که  او  معتقد  بود  که  اولویت  با  جلوگیری  از  استقرار  دیکتاتوری  در  فرانسه  و  الجزایر  است،  به  همراه  کلود  لفور (Claude Lefort)،  موریس مرلو-پونتی  و  رولان بارت اعلامیه‌ای مبنی بر ضرورت  مذاکرات  منتشر  کردند.
در  سال  ۱۹۶۵،  او  در  یک  مطالعه  میان‌رشته‌ای  در  چارچوب  یک  پژوهش  گسترده  از  سوی  "هیئت  کل  تحقیقات  علمی  و  فنی" (Délégation générale à la recherche scientifique et technique - DGRST)  که  شامل  رشته‌های  مختلفی  می‌شد،  در  یک کمون در ناحیۀ برتاین شرکت  کرد.  نتایج  این  پژوهش  با  عنوان  "دگرگونی  پلوزوه" (La Métamorphose de Plodémet)  در  سال  ۱۹۶۷  منتشر  شد.  این  مطالعه  در  روستای  پلوزوه (Plozévet)  در  منطقه  فینیستر (Finistère)  انجام  شد  و  مورن  حدود  یک  سال  در  آنجا  اقامت  داشت.  این  یکی  از  اولین  تلاش‌ها  برای  انجام  انسان‌شناسی در  فرانسۀ معاصر  بود.
او  خیلی  زود  به  پدیده‌های  فرهنگی  علاقه‌مند  شد،  پدیده‌هایی  که  در  آن  زمان  هنوز  در  حال  ظهور  بودند  و  مورد  توجه  روشنفکران  قرار  نمی‌گرفتند:  "روح  زمانه" (L'Esprit du temps)  (۱۹۶۰)،  "شایعه  اورلئان" (La Rumeur d'Orléans)  (۱۹۶۹).
در  دهه  ۱۹۶۰،  او  حدود  دو  سال  را  در  آمریکای  لاتین  گذراند  و  در  "دانشکده  علوم  اجتماعی  آمریکای  لاتین" (Faculté latino-américaine des sciences sociales)  در  سانتیاگو  شیلی (Santiago du Chili)  تدریس  کرد.  در  سال  ۱۹۶۹،  او  به  مؤسسه مطالعات زیست‌شناسی سالک  در  سن دیگو دعوت  شد.  او  در  آنجا  با  ژاک مونو (Jacques Monod)،  نویسنده  کتاب  "تصادف  و  ضرورت" (Le Hasard et la Nécessité)  ملاقات  کرد  و  مبانی  اندیشه  پیچیده  و  آنچه  که  بعدها  به  "روش"  (Méthode)  او  تبدیل  شد  را  بنا  نهاد.

### زندگی خانوادگی
ادگار مورن در ۱۲ مه ۱۹۴۵، در منطقه ۱۸ پاریس، با ایرن "ویولت" چاپلوبو (Irène « Violette » Chapellaubeau) ازدواج کرد.  ویولت در ۴ اوت ۱۹۱۷ در اوت‌فور (Hautefort) در دوردونی به دنیا آمد و در ۲ دسامبر ۲۰۰۳ در پاریس درگذشت.  پدرش  مأمور  ابلاغ  اسناد  رسمی (huissier) و  مادرش  معلم  مدرسه  ابتدایی (institutrice) بود.  آن  دو  در  سال  ۱۹۴۰  در  تولوز،  جایی  که  در  کلاس  فلسفه  ولادیمیر ژانکلویچ (Vladimir Jankélévitch)  شرکت  می‌کردند،  با  هم  آشنا  شدند.  در  آن  زمان  ایرن  چاپلوبو  در  فعالیت‌های  مقاومت  نیز  مشارکت  داشت.  حاصل  ازدواج  آن‌ها  دو  فرزند  بود:  ایرن  ناهوم-لئوتو (Irène Nahoum-Léothaud)،  متولد  ۱۹۴۷،  جامعه‌شناس؛  و  ورونیک  ناهوم-گراپ (Véronique Nahoum-Grappe)،  متولد  ۱۹۴۸،  انسان‌شناس.  این  زوج  در  ۱۰  آوریل  ۱۹۷۰  از  یکدیگر  جدا  شدند.  ایرن  چاپلوبو  بعدها  با  پیر ناویل  ازدواج  کرد.
مورن در سال ۱۹۷۰ با  یوهان  هارل (Johanne Harrelle)،  که  از  سال  ۱۹۶۴  با  هم زندگی  می‌کردند،  ازدواج  کرد.  این  ازدواج  در  نهایت  به  جدایی  انجامید،  اما  آن‌ها  تا  زمان  مرگ  هارل  در  سال  ۱۹۹۴  دوستی  خود  را  حفظ  کردند.  او  در  سال  ۱۹۸۲  با  ادویژ  لان‌گراس (Edwige Lannegrace)  ازدواج  کرد  که  در  سال  ۲۰۰۸  درگذشت.  از  سال  ۲۰۱۲  او  با  صباح  ابوالسلام (Sabah Abouessalam)،  جامعه‌شناس  مراکشی  الاصل  که  تابعیت  فرانسوی  گرفته  است،  ازدواج  کرده  است.  صباح  در  ۱۳  آوریل  ۱۹۵۹  در  مراکش  به  دنیا  آمد.  آنها  با  هم  کتاب  "مرد  در  برابر  زن  ضعیف  است" (L'homme est faible devant la femme)  را  که  توسط  انتشارات  رنسانس (Presses de la Renaissance)  در  سال  ۲۰۱۳  منتشر  شد،  نوشته‌اند.  آنها  همچنین  در  سال  ۲۰۲۰  کتاب  "مسیر  را  عوض  کنیم  -  درس‌های  ویروس  کرونا" (Changeons de voie - Les leçons du coronavirus)  را  که  توسط  انتشارات  دنوئل (Denoël)  منتشر  شد،  به  طور  مشترک  تألیف  کردند.  در  سال  ۲۰۱۳،  صباح  ابوالسلام  با  همکاری  مورن  تلاش  کرد  تا  یک  مزرعه  ارگانیک  متعلق  به  خانواده‌اش  در  نزدیکی  مراکش  را  با  الهام  از بوم‌شناسی کشاورزی پیر  رابی (Pierre Rabhi)  احیا  کند.

## مسیر حرفه‌ای

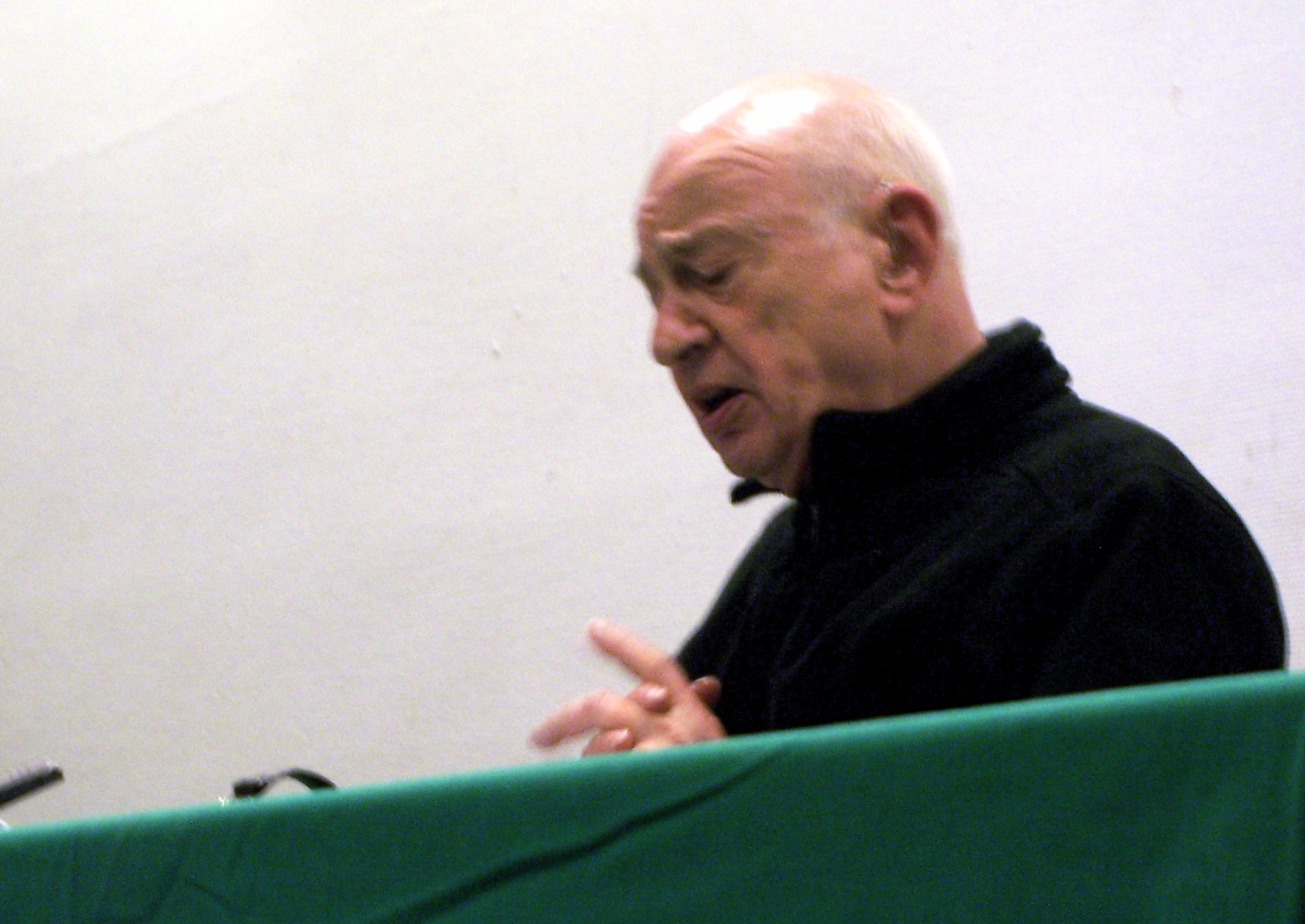
بحث شبکه هوشمندی پیچیدگی: ارتباط دانش و اقدامات

ادگار مورن،  در  کنار  فعالیت‌های  اجتماعی  و  سیاسی  خود،  مسیر  حرفه‌ای  طولانی  و  درخشانی  را  نیز  در  عرصه‌ی  علم  و  دانش  پیموده  است.  او  که  به  عنوان  یکی  از  مهم‌ترین  متفکران  قرن  بیستم  و  بیست  و  یکم  شناخته  می‌شود،  با  آثار  و  اندیشه‌های  خود  تأثیر  عمیقی  بر  حوزه‌های  مختلف  علمی،  از  جمله  جامعه‌شناسی،  فلسفه،  علوم  ارتباطات  و  آموزش  و  پرورش  گذاشته  است.

### فعالیت در مرکز مطالعات ارتباطات جمعی
از  سال  ۱۹۷۳  تا  ۱۹۸۹،  ادگار  مورن  ریاست  "مرکز  مطالعات  ارتباطات  جمعی" (CECMAS)  را  بر  عهده  داشت.  این  مرکز  که  در  سال  ۱۹۶۰  توسط  ژرژ  فریدمن (Georges Friedmann)  تأسیس  شده  بود،  به  مطالعه‌ی  نقش  رسانه‌های  جمعی  در  جامعه  و  فرهنگ  می‌پرداخت.  مورن  در  دوران  ریاست  خود  بر  این  مرکز،  تحقیقات  و  مطالعات  مهمی  در  زمینه‌های  مختلف  ارتباطات  جمعی،  از  جمله  تأثیر  تلویزیون  بر  جامعه،  نقش  رسانه‌ها  در  شکل‌گیری  افکار  عمومی  و  رابطه‌ی  میان  رسانه‌ها  و  دموکراسی  انجام  داد.

### تحصیلات و مسیر آکادمیک
مورن  در  سال  ۲۰۰۹  در  گفتگویی  با  مجله‌ی  CNRS،  با  اشاره  به  اینکه  "در  ابتدا  یک  فرد  خودآموخته"  بوده  است،  درباره‌ی  مسیر  تحصیلی  خود  گفت:  "من  دارای  لیسانس  تاریخ  و  جغرافیا  و  همچنین  لیسانس  حقوق  هستم.  در  دوره‌های  مختلفی  در  رشته‌های  فلسفه،  اقتصاد  و  علوم  سیاسی  شرکت  کردم،  اما  در  هیچ  یک  از  این  رشته‌ها  مدرک  رسمی  دریافت  نکردم.  با  این  حال،  من  یک  مسیر  حرفه‌ای  موفق  در  CNRS  داشتم  و  بدون  نوشتن  پایان‌نامه‌ی  دکترا،  به  عنوان  "استاد  تحقیقات"  انتخاب  شدم." [^25]  این  سخنان  نشان‌دهنده‌ی  آن  است  که  مورن  با  وجود  نداشتن  مدارک  رسمی  در  برخی  رشته‌ها،  با  تلاش  و  پشتکار  خود  توانست  به  جایگاه  علمی  مهمی  دست  یابد.

### تأسیس مجلات علمی
ادگار  مورن  در  طول  فعالیت  علمی  خود،  به  تأسیس  چندین  مجله‌ی  علمی  نیز  همت  گمارد  که  هر  یک  در  حوزه‌ی  خود  از  اهمیت  و  اعتبار  بالایی  برخوردارند.  از  جمله  این  مجلات  می‌توان  به  "آرگومان‌ها" (Arguments)  (۱۹۵۶-۱۹۶۲)،  "مجله‌ی  فرانسوی  جامعه‌شناسی" (Revue française de sociologie)  (۱۹۶۰)  و  "ارتباطات" (Communications)  اشاره  کرد.  این  مجلات  به  منظور  ترویج  و  گسترش  اندیشه‌های  نو  و  همچنین  ایجاد  فضایی  برای  گفتگو  و  تبادل  نظر  میان  متفکران  و  پژوهشگران  تأسیس  شدند  و  نقش  مهمی  در  پیشرفت  علوم  انسانی  و  اجتماعی  در  فرانسه  و  دیگر  کشورها  داشته‌اند.

### به رسمیت شناخته شدن و میراث فکری
ادگار  مورن  در  سال  ۱۹۹۳  به  عنوان  "مدیر  تحقیقات  بازنشسته"  در  CNRS  منصوب  شد  و  از  آن  زمان  تاکنون  به  عنوان  یکی  از  مهم‌ترین  چهره‌های  علمی  و  فکری  فرانسه  و  جهان  شناخته  می‌شود.  او  دکترای  افتخاری  از  دانشگاه‌های  متعددی  در  سراسر  جهان  دریافت  کرده  است  و  آثار  او  به  زبان‌های  مختلف  ترجمه  شده  و  در  کشورهای  مختلف  مورد  مطالعه  و  تحلیل  قرار  گرفته  است.  او  در  سال  ۱۹۹۷  "انجمن  اندیشه  پیچیده" (APC)  را  تأسیس  کرد  و  به  عنوان  رئیس  آن،  به  ترویج  و  گسترش  "روش  شناسی  پیچیدگی"  در  حوزه‌های  مختلف  علمی  و  اجتماعی  پرداخت.
اندیشه‌های  مورن  تأثیر  عمیقی  بر  تفکر  معاصر  در  سراسر  جهان،  به  ویژه  در  کشورهای  مدیترانه‌ای  و  آمریکای  لاتین  و  همچنین  در  چین،  کره  و  ژاپن  داشته  است.  او  به  عنوان  یکی  از  پیشگامان  "گفتگوی  بین  تمدن‌ها"  و  "تفاهم  متقابل"  شناخته  می‌شود  و  آثار  او  به  عنوان  منابعی  مهم  برای  درک  چالش‌های  جهان  معاصر  و  یافتن  راه‌حل‌هایی  برای  آنها  مورد  استفاده  قرار  می‌گیرد.
مورن  به  همراه  میشل  روکار  و  استفان  هسل،  از  جمله  اعضای  بنیانگذار  "کالج  بین‌المللی  اخلاق،  سیاست  و  علم"  بود  که  با  هدف  گرد  هم  آوردن  دانشمندان،  روشنفکران  و  سیاستمداران  از  سراسر  جهان  برای  مقابله  با  چالش‌های  عصر  حاضر  ایجاد  شد.  او  در  حال  حاضر  "رئیس  افتخاری"  این  کالج  است.
"مرکز  مطالعات  ارتباطات  جمعی" (CECMAS)  که  مورن  سال‌ها  در  آن  فعالیت  کرده  بود،  در  سال  ۲۰۰۸  به  "مرکز  ادگار  مورن"  تغییر  نام  داد  که  نشان‌دهنده‌ی  احترام  و  قدردانی  جامعه‌ی  علمی  فرانسه  از  او  است.
در  سال  ۲۰۱۵،  مستندی  با  عنوان  "ادگار  مورن،  تاریخچه‌ی  یک  نگاه" (Edgar Morin, chronique d'un regard)  به  کارگردانی  الیویه  بولر  و  سلین  گیورد  درباره‌ی  زندگی  و  اندیشه‌های  او  ساخته  شد.
در  ۷  آوریل  ۲۰۱۵،  نام  ادگار  مورن  بر  "دبیرستان  تیزهوشان  دوئه" (Lycée d'excellence de Douai)  گذاشته  شد  که  نشان‌دهنده‌ی  اهمیت  و  جایگاه  او  در  نظام  آموزشی  فرانسه  است.

## پیش‌رفت فلسفی
کارهای معرفت‌شناختی او انقلابی‌اند، زیرا کوشیده تا مثلث ارتباطِ ایدئولوژی – سیاست – علم را از طریق آنچه «پیچیدگی» می‌نامد، بازاندیشی کند. منظور از «پیچیده» معنی مخالف ساده نیست، بل‌که مقصود یک «روش» است که به «راز و رمز» جهان با دانستن این که «امر ساده همواره فقط چیزی است که توسط شخصی ساده شده»، اعتنا می‌کند. رد این تلاش عظیم را در شاه‌کار شش جلدی‌اش به نام «روش» (La Méthode) می‌توان گرفت. این اثر نه تنها یک طرح علمی که یک پیام پیچیده از دل قرن بیستم است.

## آثار

### سینما
ادگار مورن،  علاوه بر  جامعه‌شناسی  و  فلسفه،  علاقه‌ی  ویژه‌ای  به  سینما  نیز  داشته  و  در  این  حوزه  نیز  آثار  مهمی  از  خود  به  جای  گذاشته  است.  علاقه‌ی  او  به  سینما  از  دوران  نوجوانی  و  در  اوایل  دهه‌ی  ۱۹۳۰  شکل  گرفت.  در  آن  دوران،  او  مجذوب  فیلم‌های  آلمانی‌زبان،  به  ویژه  آثار  گئورگ  ویلهلم  پابست  (Georg Wilhelm Pabst)  اتریشی،  فیلم‌های  سینمای  شوروی  (مانند  فیلم‌های  "راه  زندگی"  و  "ملوانان  کرونشتات")  و  همچنین  فیلم‌های  رئالیسم  شاعرانه‌ی  فرانسه  مانند  "آزادی  از  آن  ماست"  و  "۱۴  ژوئیه"  اثر  رنه  کلر  (René Clair)  شد.  این  فیلم‌ها  با  فضای  سیاسی  و  اجتماعی  آن  دوران  و  همچنین  با  نگاه  انسانی  و  انتقادی  مورن  به  جهان  همخوانی  داشتند.
در  سال  ۱۹۵۰،  هنگامی  که  به  CNRS  پیوست،  هنوز  تحت  تأثیر  تحقیقات  خود  برای  کتاب  "انسان  و  مرگ"  بود  که  اهمیت  "تخیل"  و  "اسطوره"  را  برای  او  آشکار  کرده  بود.  او  در  این  دوران،  مطالعه‌ی  سینما  را  به  طور  جدی  آغاز  کرد  و  در  "مجله‌ی  بین‌المللی  فیلم‌شناسی"  (Revue internationale de filmologie)  مشارکت  کرد.  در  سال  ۱۹۵۶،  کتاب  "سینما  یا  انسان  خیالی" (Le Cinéma ou l'Homme imaginaire)  را  منتشر  کرد  که  در  آن  به  تحلیل  مکانیسم  نمایش  فیلم  و  طرح  مفهوم  "فرافکنی-همانندسازی"  (projection-identification)  پرداخت.  به  اعتقاد  او،  تماشاگران  سینما  تنها  تماشاچیان  منفعل  تصاویر  نیستند،  بلکه  به  طور  فعال  در  فرآیند  تماشای  فیلم  شرکت  می‌کنند.  آنها  همزمان  با  فرافکنی  احساسات،  افکار  و  تجربیات  خود  در  تصویر  سینمایی،  با  شخصیت‌های  روی  پرده  نیز  همانندسازی  می‌کنند  و  به  این  ترتیب،  با  جهان  فیلم  و  شخصیت‌های  آن  ارتباطی  عمیق  برقرار  می‌کنند.  به  گفته‌ی  مورن،  تماشاگران  در  واقع  سایه‌ها  و  تصاویر  موهومی  از  شخصیت‌های  واقعی  را  می‌بینند  که  از  طریق  فرافکنی،  قدرت‌هایی  جادویی  به  خود  می‌گیرند،  مانند  ارواح  یا  اشباح  در  اساطیر  باستان.  این  کتاب  که  توسط  برخی  به  عنوان  "سند  مؤسس  تاریخ  فرهنگی  سینما"  در  نظر  گرفته  می‌شود،  به  تأخیر  علوم  انسانی  در  درک  سینما  نیز  اشاره  می‌کند  و  نشان  می‌دهد  که  علوم  انسانی  در  آن  زمان  هنوز  به  طور  جدی  به  مطالعه‌ی  سینما  به  عنوان  یک  پدیده‌ی  فرهنگی  و  اجتماعی  نپرداخته  بودند.
یک  سال  بعد،  در  کتاب  "ستاره‌ها" (Les Stars)،  او  به  تحلیل  پدیده‌ی  "ستاره  سازی"  و  "پرستش  ستاره‌ها"  توسط  مردم  پرداخت.  او  با  نگاهی  جامعه‌شناختی  و  روانکاوانه  به  این  پدیده،  انواع  ستاره‌های  سینمایی  را  از  ستاره‌های  سینمای  صامت  که  بزرگنمایی  و  غیرقابل  دسترس  بودند  تا  ستاره‌های  مدرن  که  انسانی‌تر  شده  و  حتی  ضعف‌های  خود  را  نیز  به  نمایش  می‌گذارند،  مورد  بررسی  قرار  داد  و  به  ریشه‌های  روانی  و  اجتماعی  این  پدیده  پرداخت.
ادگار  مورن  مطالعه‌ی  سینما  را  در  مقالات  متعددی،  از  جمله  در  مجله‌ی  "ناف"  (La Nef)،  ادامه  داد  و  به  بررسی  موضوعات  مختلفی  مانند  رابطه‌ی  سینما  با  واقعیت،  نقش  سینما  در  شکل‌گیری  هویت  و  تأثیر  سینما  بر  جامعه  پرداخت.

#### فیلم "رویدادنامه‌ی یک تابستان"
در  سال  ۱۹۶۰،  ادگار  مورن  به  همراه  ژان  روش  (Jean Rouch)،  مردم‌شناس  و  فیلمساز  فرانسوی،  فیلم  "رویدادنامه‌ی  یک  تابستان" (Chronique d'un été)  را  ساختند  که  از  آثار  پیشگام  و  تأثیرگذار  در  حوزه‌ی  "سینمای  مستند"  (cinéma-vérité)  محسوب  می‌شود.  در  این  فیلم  که  با  استفاده  از  تکنیک‌های  سینمای  مستند  و  با  هدف  نشان  دادن  زندگی  واقعی  مردم  ساخته  شده  است،  دو  فیلمساز  با  دنبال  کردن  زندگی  افراد  مختلف،  عمدتاً  جوانان،  دانشجویان  و  کارگران  در  پاریس  در  تابستان  ۱۹۶۰،  به  پرسش  از  "شادی"  و  "معنای  زندگی"  می‌پردازند.  در  میان  این  جوانان،  مارسلین  لوریدان-ایونز  (Marceline Loridan-Ivens)،  رجیس  دبری  (Régis Debray)  و  ماریلو  پارولینی  (Marilù Parolini)  که  در  آن  زمان  ناشناخته  بودند،  نیز  حضور  داشتند.  (در  سال  ۱۹۹۱،  رادیو  فرهنگ  فرانسه  برنامه‌ای  ۲۵  قسمتی  با  عنوان  "رویدادنامه‌ی  یک  تابستان،  ۳۰  سال  بعد"  با  حضور  ژان  روش  و  ادگار  مورن  پخش  کرد  که  به  بررسی  پرسش‌های  مطرح  شده  در  فیلم  و  همچنین  تأثیر  "سینمای  مستند"  می‌پرداخت.)

#### همکاری در فیلم "ساعت حقیقت"
ادگار  مورن  سپس  برای  نوشتن  فیلمنامه‌ی  "ساعت  حقیقت" (L'Heure de la vérité)  برای  کارگردان  هانری  کالف  (Henri Calef)  دعوت  شد.  این  فیلم  داستان  یک  نازی  سابق  و  رئیس  اردوگاه  کار  اجباری  را  روایت  می‌کند  که  با  هویت  جعلی  یک  زندانی  که  او  را به  قتل  رسانده  است،  به  اسرائیل  پناهنده  شده  است.  این  فیلم  با  بازی  کارلهاینتس  بوم  (Karlheinz Böhm)،  دانیل  ژلن  (Daniel Gélin)  و  کورین  مارشان  (Corinne Marchand)  در  اسرائیل  فیلمبرداری  شد،  اما  همکاری  مورن  با  هانری  کالف  به  خوبی  پیش  نرفت  و  به  دلیل  اختلاف  نظر  با  کارگردان،  مورن  نام  خود  را  از  فیلمنامه  حذف  کرد  و  با  نام  مستعار  "برسی"  (Beressi)،  که  نام  خانوادگی  مادرش  بود،  در  عنوان‌بندی  فیلم  ظاهر  شد.  این  تجربه  نشان  می‌دهد  که  مورن  در  عین  همکاری  با  دیگران،  همواره  به  اصول  و  عقاید  خود  پایبند  بود  و  در  صورت  نیاز،  حتی  حاضر  به  کناره‌گیری  از  یک  پروژه  می‌شد.

#### فیلم "ادگار مورن، رویدادنامه‌ی یک نگاه"
ادگار  مورن  در  فیلم  "ادگار  مورن،  رویدادنامه‌ی  یک  نگاه" (Edgar Morin, chronique d'un regard)  ساخته‌ی  سلین  گیورد  و  الیویه  بولر  که  در  آوریل  ۲۰۱۵  با  استقبال  خوبی  از  سوی  منتقدان  مواجه  شد،  به  نقش  مؤسس  سینما  در  مسیر  فکری  خود  می‌پردازد.  این  فیلم  که  به  نوعی  خود  زندگی‌نامه  نیز  محسوب  می‌شود،  مورن  را  در  پاریس  و  برلین،  در  کنفرانس‌ها  و  موزه‌های  مختلف  مانند  "موزه‌ی  فیلم  برلین" (Filmmuseum Berlin)  و  "موزه‌ی  کِ  برنلی" (musée du quai Branly)  دنبال  می‌کند  و  با  استفاده  از  تصاویر  آرشیوی  و  مصاحبه‌های  مورن  با  افراد  مختلف،  به  بررسی  زندگی،  آثار  و  اندیشه‌های  او  می‌پردازد.  بخش‌های  منتشر  نشده  از  فیلم  "رویدادنامه‌ی  یک  تابستان"  به  درک  بهتر  چگونگی  شکل‌گیری  این  پروژه  و  همچنین  کتاب  سورین  گراف  (Séverine Graff)  که  به  بررسی  تبارشناسی  و  پذیرش  پیچیده‌ی  این  فیلم  می‌پردازد،  کمک  می‌کند.

### پارادایم گمشده
در سپتامبر ۱۹۷۲، ادگار مورن به همراه ژاک مونو (Jacques Monod)، زیست‌شناس فرانسوی برنده جایزه نوبل، و ماسیمو پیاتلی-پالمارینی (Massimo Piatelli-Palmarini)، دانشمند علوم شناختی ایتالیایی، کنفرانس بین‌المللی "وحدت انسان" را در "مرکز بین‌المللی مطالعات زیست‌انسان‌شناسی و انسان‌شناسی بنیادی" (CIEBAF) که بعدها به "مرکز رویامون برای علم انسان" (Centre Royaumont pour une science de l'homme) تغییر نام داد، برگزار کردند. هدف این کنفرانس، گردهم آوردن متخصصان رشته‌های مختلف علمی، از زیست‌شناسی و انسان‌شناسی گرفته تا جامعه‌شناسی، ریاضیات و سایبرنتیک، بود تا با ایجاد پلی میان این حوزه‌های  به ظاهر  متفاوت،  به  درکی  جامع‌تر  و  یکپارچه‌تر  از  "انسان"  دست  یابند.  در  این  کنفرانس،  شرکت‌کنندگان  به  بحث  و  گفتگو  درباره‌ی  دیدگاه‌ها،  مخالفت‌ها  و  گزینه‌های  بنیادی  رشته‌های  تخصصی  خود  و  همچنین  شناخت‌شناسی‌های  آنها  پرداختند  و  سعی  کردند  تا  با  "پیوند"  دادن  این  حوزه‌های  مختلف،  به  درکی  عمیق‌تر  از  "وحدت  انسان"  دست  یابند.
سخنرانی ادگار مورن با عنوان "پارادایم گمشده: طبیعت انسانی" که بعدها با افزودن مطالب جدید و  غنی‌تر  شدن  محتوا،  به  کتابی  مستقل  تبدیل  شد،  یکی  از  مهم‌ترین  سخنرانی‌های  این  کنفرانس  بود.  این  کتاب  که  در  سال  ۱۹۷۳  منتشر  شد،  به  یکی  از  آثار  کلیدی  مورن  در  حوزه‌ی  انسان‌شناسی  تبدیل  شد  و  تأثیر  عمیقی  بر  مطالعات  بعدی  در  این  زمینه  گذاشت.  مورن  در  این  کتاب  با  بیانی  شیوا  و  استدلالی  منسجم،  به  بررسی  رابطه‌ی  میان  "طبیعت"  و  "فرهنگ"  در  شکل‌گیری  "انسان"  می‌پردازد.  او  با  رد  دیدگاه‌های  دوگانه‌انگار  که  "طبیعت"  و  "فرهنگ"  را  دو  مقوله‌ی  کاملاً  جدا  از  هم  می‌دانند،  معتقد  است  که  این  دو  در  هم  تنیده  و  به  طور  جدا  ناپذیری  با  یکدیگر  مرتبط  هستند.  به  گفته‌ی  او،  "طبیعت"  و  "فرهنگ"  در  یک  "حلقه‌ی  بازگشتی  دائمی"  بر  یکدیگر  تأثیر  می‌گذارند  و  هر  یک  در  شکل‌گیری  دیگری  نقش  دارد.  به  عبارت  دیگر،  انسان  نه  تنها  محصول  "طبیعت"  (ژنتیک  و  وراثت)  است  و  نه  تنها  محصول  "فرهنگ"  (محیط  و  آموزش)،  بلکه  حاصل  تعامل  پیچیده‌ی  این  دو  است.
مقالات  ارائه  شده  در  کنفرانس  "وحدت  انسان"  بعدها  در  سه  جلد  با  عناوین  زیر  منتشر  شد:
- جلد  ۱:  پستانداران  اولیه  و  انسان (Le primate et l'homme)
- جلد  ۲:  مغز  انسان (Le cerveau humain)
- جلد  ۳:  به  سوی  یک  انسان‌شناسی  بنیادی (Pour une anthropologie fondamentale)

### اندیشه پیچیده
مفهوم "اندیشه پیچیده" که اولین بار توسط ادگار مورن در کتاب "علم با وجدان" (Science avec conscience) در سال ۱۹۸۲ مطرح شد،  بیانگر  نوعی  نگرش  و  روش  شناسی  در  تفکر  است  که  بر  خلاف  رویکردهای  ساده‌ساز  و  تقلیل‌گرا،  به  "پیچیدگی"  ذاتی  پدیده‌ها  توجه  دارد.  این  نوع  تفکر  بر  "درهم‌تنیدگی"  و  "وابستگی  متقابل"  حوزه‌های  مختلف  دانش  تأکید  می‌کند  و  "میان‌رشته‌ای"  بودن  را  نه  تنها  مفید،  بلکه  ضروری  می‌داند.
اصطلاح  "پیچیدگی"  (complexité)  در  اینجا  به  معنای  ریشه‌شناختی  آن،  یعنی  "complexus"  به  کار  رفته  است  که  به  معنای  "چیزی  که  با  هم  بافته  شده  است"  در  یک  شبکه‌ی  درهم‌تنیده  و  پیچیده  (plexus)  است.  به  عبارت  دیگر،  "پیچیدگی"  به  معنای  وجود  اجزای  متعدد  و  متفاوت  است  که  به  طور  پیچیده‌ای  با  یکدیگر  در  ارتباط  هستند  و  بر  یکدیگر  تأثیر  می‌گذارند.  این  اجزا  در  عین  حال  که  از  هم  متمایز  هستند،  اما  به  طور  جدا  ناپذیری  با  یکدیگر  مرتبط  هستند  و  تشکیل  یک  "کل"  را  می‌دهند  که  ویژگی‌های  آن  تنها  با  بررسی  تعامل  اجزا  قابل  درک  است.
ادگار مورن اذعان می‌کند که این واژه را در تعریف پیچیدگی در آثار دبلیو راس اشبی (W. Ross Ashby)،  دانشمند  پیشگام  در  حوزه‌ی  سایبرنتیک  و  نظریه  سیستم‌ها،  یافته  است. اشبی  در  آثار  خود  به  بررسی  "سیستم‌های  پیچیده"  پرداخته  و  مفهوم  "پیچیدگی"  را  به  عنوان  یکی  از  ویژگی‌های  اصلی  این  سیستم‌ها  معرفی  کرده  است.  مورن  با  الهام  از  آثار  اشبی  و  دیگر  متفکران  این  حوزه،  مفهوم  "اندیشه  پیچیده"  را  به  عنوان  رویکردی  برای  درک  و  تحلیل  پدیده‌های  پیچیده  در  حوزه‌های  مختلف  علمی  و  اجتماعی  مطرح  کرد.
"اندیشه  پیچیده"  در  مقابل  "اندیشه  ساده"  قرار  دارد  که  به  دنبال  تقلیل  پدیده‌های  پیچیده  به  عناصر  ساده  و  قابل  درک  است.  در  حالی  که  "اندیشه  ساده"  به  دنبال  یافتن  پاسخ‌های  قطعی  و  یقینی  برای  پرسش‌ها  است،  "اندیشه  پیچیده"  ابهام،  عدم  قطعیت  و  تناقض  را  به  عنوان  بخشی  از  واقعیت  می‌پذیرد  و  به  دنبال  درک  "کل"  و  "روابط  متقابل"  میان  اجزای  آن  است.  به  عبارت  دیگر،  "اندیشه  پیچیده"  به  جای  جستجوی  "حقیقت  مطلق"،  به  دنبال  "درک  نسبی"  و  "گفتگوی  میان  دیدگاه‌های  مختلف"  است.

### روش:  اثر سترگ ادگار مورن
"روش" (La Méthode)  نه تنها  شاهکار  ادگار  مورن،  بلکه  یکی  از  مهم‌ترین  آثار  فکری  قرن  بیستم  به  شمار  می‌رود.  این  کتاب  شش  جلدی  که  به  نوعی  "دانشنامه‌ی  چرخه‌ای  برای  اندیشه‌ی  پیچیده"  محسوب  می‌شود،  رویکردی  نوین  و  انقلابی  به  موضوع  "روش"  و  "روش‌شناسی"  ارائه  می‌دهد.  مورن  در  این  اثر  به  جای  ارائه  ی  یک  روش  خطی  و  سلسله  مراتبی  که  در  آن  مفاهیم  به  صورت  مرحله  به  مرحله  و  از  ساده  به  پیچیده  بیان  می‌شوند،  روشی  چرخه‌ای  و  بازگشتی  را  معرفی  می‌کند  که  در  آن  مفاهیم  و  ایده‌ها  به  طور  پیوسته  با  یکدیگر  در  ارتباط  هستند  و  بر  یکدیگر  تأثیر  می‌گذارند.  این  رویکرد  چرخه‌ای  که  بازتاب‌دهنده‌ی  ماهیت  "پیچیده"  ی  جهان  و  دانش  است،  به  خواننده  این  امکان  را  می‌دهد  که  مطالعه‌ی  کتاب  را  از  هر  جلدی  که  می‌خواهد  آغاز  کند  و  با  پیشروی  در  مطالعه،  به  درک  عمیق‌تری  از  کل  و  اجزای  آن  دست  یابد.
در  ادامه  به  معرفی  هر  یک  از  شش  جلد  این  کتاب  می‌پردازیم:
جلد  اول:  ماهیت  طبیعت (La Nature de la nature)
در  این  جلد،  مورن  به  واکاوی  مفاهیم  بنیادی  در  علوم  طبیعی  مانند  نظم  و  بی‌نظمی،  سیستم،  اطلاعات  و  غیره  می‌پردازد.  او  با  نگاهی  "پیچیده"  به  این  مفاهیم  و  با  در  نظر  گرفتن  روابط  و  تعاملات  پیچیده‌ی  میان  آنها،  از  رویکردهای  ساده‌ساز  و  تقلیل‌گرای  رایج  در  علوم  طبیعی  فراتر  می‌رود  و  به  دنبال  ارائه  ی  تصویری  جامع‌تر  و  واقع‌بینانه‌تر  از  جهان  طبیعی  است.
جلد  دوم:  زندگی  زندگی (La Vie de la vie)
این  جلد  به  بررسی  پدیده‌ی  "زندگی"  از  منظر  زیست‌شناسی  و  با  توجه  به  "پیچیدگی"  و  "تنوع"  بی‌نظیر  موجودات  زنده  اختصاص  دارد.  مورن  در  این  جلد  با  بیان  اینکه  "زندگی"  چیزی  بیش  از  مجموعه‌ی  واکنش‌های  شیمیایی  و  بیولوژیکی  است،  به  ابعاد  مختلف  زندگی،  از  جمله  خودسازماندهی،  تکامل  و  رابطه‌ی  موجودات  زنده  با  محیط  پیرامون  خود  می‌پردازد.  او  با  تأکید  بر  ویژگی‌های  خاص  "سیستم‌های  زنده"  مانند  خودمختاری،  خود  بازتولیدی  و  سازگاری  با  محیط،  به  دنبال  ارائه  ی  تعریفی  جامع  و  دقیق  از  "زندگی"  است.
جلد  سوم:  شناخت  شناخت (La Connaissance de la connaissance)
در  این  جلد،  مورن  به  بررسی  "شناخت"  از  منظر  انسان‌شناسی  می‌پردازد  و  با  طرح  مفهوم  "شناخت‌شناسی  پیچیده"،  از  رویکردهای  سنتی  و  ساده‌ساز  در  شناخت‌شناسی  فراتر  می‌رود.  او  با  تأکید  بر  نقش  عوامل  مختلف  مانند  فرهنگ،  تاریخ،  زبان  و  احساسات  در  فرآیند  شناخت،  به  بررسی  ابعاد  مختلف  شناخت  انسانی  می‌پردازد  و  نشان  می‌دهد  که  شناخت  انسانی  نه  یک  فرآیند  منفعل  و  آینه‌وار،  بلکه  یک  فرآیند  فعال،  گزینشی  و  تفسیری  است  که  همواره  تحت  تأثیر  عوامل  متعدد  و  پیچیده  قرار  دارد.
جلد  چهارم:  ایده‌ها (Les Idées)
مورن  درباره‌ی  این  جلد  می‌گوید  که  "می‌توانست  جلد  اول  هم  باشد".  در  واقع،  این  جلد  به  عنوان  مقدمه‌ای  بر  "شناخت  شناخت"  و  همچنین  "اندیشه‌ی  پیچیده"  عمل  می‌کند  و  به  خواننده  کمک  می‌کند  تا  با  مفاهیم  و  اصول  بنیادی  این  دو  حوزه  آشنا  شود.  در  این  جلد،  مورن  به  بررسی  "ایده‌ها"  از  منظر  جمعی  و  اجتماعی  (سازماندهی  ایده‌ها)  و  همچنین  در  سطح  "زندگی  ایده‌ها"  که  او  آن  را  "نوئولوژی"  (noologie)  می‌نامد،  می‌پردازد.  او  به  ویژه  در  فصل  آخر  این  جلد  به  مفاهیم  فلسفی  زبان،  منطق  و  پارادایم  می‌پردازد  و  روش  چرخه‌ای  و  پیچیده‌ی  خود  را  بر  آنها  اعمال  می‌کند.
ژان-لویی  لو  موان (Jean-Louis Le Moigne)،  متفکر  و  نظریه‌پرداز  فرانسوی  در  حوزه‌ی  سیستم‌ها،  در  یادداشتی  در  مورد  این  کتاب، [^36]  بر  اهمیت  فصل  آخر  جلد  ۴  که  به  "پارادایم‌شناسی"  (Paradigmatologie)  اختصاص  دارد،  تأکید  می‌کند  و  می‌نویسد:  "شاید  برخی  بگویند  که  "پارادایم‌شناسی"  واژه‌ی  جدید  و  ناآشنایی  است،  اما  به  نظر  من  این  مفهوم  بسیار  پربار  و  مفید  است  و  به  ما  این  امکان  را  می‌دهد  که  غنای  جهان  قابل  اندیشه  را  بدون  آنکه  ابتدا  با  ساده‌سازی  آن  را  فقیر  کنیم،  درک  کنیم".  به  گفته‌ی  مورن،  "پارادایم‌شناسی"  به  مثابه  "چارچوبی  فکری"  است  که  گفتمان‌های  مختلف  را  تحت  تأثیر  خود  قرار  می‌دهد  و  آنها  را  محدود  می‌کند.
جلد  پنجم:  انسانیت  انسانیت،  هویت  انسانی (L'Humanité de l'humanité, L'Identité humaine)
این  جلد  به  بررسی  "سه‌گانه‌ی  انسانی":  فرد - جامعه - گونه  می‌پردازد  و  با  نگاهی  "پیچیده"  به  رابطه‌ی  میان  این  سه  مقوله،  به  دنبال  درک  عمیق‌تر  از  "انسانیت"  و  "هویت  انسانی"  است.  مورن  در  این  جلد  به  مباحثی  مهم  مانند  "فردیت"،  "جامعه"،  "تاریخ"،  "فرهنگ"،  "زبان"  و  "اخلاق"  می‌پردازد  و  با  توجه  به  "پیچیدگی"  و  "درهم‌تنیدگی"  این  مفاهیم،  به  دنبال  یافتن  راه‌هایی  برای  درک  بهتر  و  جامع‌تر  از  "انسان"  است.
جلد  ششم:  اخلاق (Éthique)
در  این  جلد،  مورن  به  بررسی  ابهامات  و  تناقضات  اخلاقی  در  جهان  معاصر  می‌پردازد  و  با  طرح  مفهوم  "اخلاق  تفاهم"،  رویکردی  جدید  برای  مقابله  با  چالش‌های  اخلاقی  ارائه  می‌کند.  او  با  تأکید  بر  "گفتگو"  و  "تفاهم  متقابل"  به  عنوان  اصول  بنیادی  "اخلاق  تفاهم"،  سعی  در  فراتر  رفتن  از  رویکردهای  سنتی  در  اخلاق  دارد.  مورن  در  این  جلد  با  توجه  به  پیچیدگی  و  تغییر  پذیری  مواجهه‌های  اخلاقی،  از  دنبال  کردن  قواعد  و  مقررات  ثابت  و  کلیشه‌ای  برحذر  می‌کند  و  در  عوض،  به  تاکید  بر  اهمیت  "تفکر  انتقادی"،  "گفتگو"،  و  "احترام  متقابل"  می‌پردازد.

### اندیشه‌ی پیونددهنده: پلی میان دانش‌ها
ادگار مورن اصطلاح "پیوند" (reliance) را برای بیان ضرورت  اتصال  و  یکپارچه‌سازی  مفاهیم  و  دانش‌هایی  به  کار  می‌برد  که  در  گذشته  و  به  دلایل  تاریخی  و  روش‌شناختی،  از  یکدیگر  جدا،  گسسته  و  تفکیک  شده‌اند.  او  معتقد  است  که  تقسیم  دانش  به  رشته‌های  مختلف  و  ایجاد  "مرزهای  مصنوعی"  میان  آنها،  مانع  از  درک  صحیح  و  جامع  از  واقعیت  می‌شود  و  به  نوعی  "کوته‌بینی  فکری"  و  "تنگ‌نظری  علمی"  منجر  می‌شود.  به  باور  مورن،  برای  رسیدن  به  درکی  عمیق  و  واقع‌بینانه  از  جهان  و  همچنین  برای  پاسخگویی  به  چالش‌های  پیچیده‌ی  عصر  حاضر،  باید  به  "پیوند"  و  "اتصال"  مجدد  این  حوزه‌های  مختلف  دانش  همت  گمارد  و  با  نگاهی  کل‌نگر  و  میان‌رشته‌ای  به  بررسی  پدیده‌ها  پرداخت.  در  حقیقت،  "اندیشه‌ی  پیونددهنده"  به  مثابه  پلی  است  که  میان  جزیره‌های  منفرد  دانش  ارتباط  برقرار  می‌کند  و  آنها  را  به  هم  متصل  می‌سازد.
مورن  همچنین  بر  این  باور  است  که  برای  رسیدن  به  "پیوند"  و  "وحدت  دانش‌ها"،  باید  چیزها  را  نه  به  طور  منفرد  و  جداگانه،  بلکه  در  تعامل  و  رابطه‌ی  متقابل  با  یکدیگر  در  نظر  گرفت.  به  عبارت  دیگر،  باید  به  "تقابل"،  "مکمل  بودن"،  "رقابت"  و  "همکاری"  به  عنوان  چهار  وجه  از  یک  واقعیت  واحد  نگریست.  این  چهار  مفهوم  که  در  نگاه  اول  متناقض  به  نظر  می‌رسند،  در  حقیقت  در  تعامل  و  وابستگی  متقابل  با  یکدیگر  قرار  دارند  و  تشکیل  یک  "کل"  منسجم  و  پویا  را  می‌دهند.
مورن  طرفدار  نگرش  باز  و  گشوده  در  تفکر  است  و  معتقد  است  که  برای  رسیدن  به  "اندیشه‌ی  پیونددهنده"،  باید  از  هرگونه  تعصب،  جزم‌اندیشی  و  پیش‌داوری  پرهیز  کرد  و  با  فروتنی  و  کنجکاوی  به  دنبال  کشف  و  درک  حقیقت  بود.  او  دوست  دارد  بگوید  که  با  الهام  از  "روح  دره"  (esprit de la vallée)  و  با  اشاره  به  مفهوم  "تائو"  (Tao)  در  فلسفه‌ی  چین  انگیزه  می‌گیرد.  "روح  دره"  به  معنای  گشودگی  و  پذیرا  بودن  نسبت  به  دیدگاه‌های  مختلف  است،  همان‌طور  که  دره  با  آغوش  باز  آب‌هایی  را  که  از  دامنه‌های  مختلف  سرازیر  می‌شوند،  در  خود  جمع  می‌کند.
مورن  هفت  اصل  راهنما  برای  "اندیشه‌ی  پیونددهنده"  ارائه  کرده  است  که  مکمل  و  به  هم  وابسته‌اند. این  اصول  عبارتند  از:
۱.  اصل  سیستمی  یا  سازمانی:  این  اصل  بر  این  نکته  تأکید  دارد  که  برای  درک  صحیح  یک  پدیده،  باید  آن  را  به  عنوان  بخشی  از  یک  "سیستم"  بزرگتر  در  نظر  گرفت.  به  عبارت  دیگر،  "کل"  چیزی  بیش  از  مجموع  اجزای  آن  است  و  ویژگی‌های  "کل"  را  نمی‌توان  تنها  با  بررسی  ویژگی‌های  اجزای  آن  به  طور  جداگانه  درک  کرد.  در  عین  حال،  "کل"  می‌تواند  بر  ویژگی‌های  اجزای  خود  نیز  تأثیر  بگذارد  و  آنها  را  محدود  یا  تقویت  کند.  به  این  ترتیب،  "کل"  و  "اجزا"  در  یک  رابطه‌ی  متقابل  و  پویا  با  یکدیگر  قرار  دارند.  این  اصل  در  مقابل  "تفکر  تقلیل‌گرا"  قرار  می‌گیرد  که  به  دنبال  تجزیه‌ی  پدیده‌ها  به  اجزای  کوچک‌تر  و  بررسی  جداگانه‌ی  آنها  است.
۲.  اصل  هولوگرافیک:  این  اصل  به  این  نکته  اشاره  دارد  که  در  برخی  سیستم‌ها،  "کل"  در  هر  یک  از  "اجزا"  نیز  حضور  دارد.  به  عنوان  مثال،  در  یک  موجود  زنده،  تمام  اطلاعات  ژنتیکی  در  هر  سلول  وجود  دارد،  هرچند  هر  سلول  تنها  بخشی  از  کل  ارگانیسم  است.  به  طور  مشابه،  در  یک  جامعه،  هر  فرد  در  عین  حال  که  "جزئی"  از  جامعه  است،  اما  "کل"  جامعه  نیز  در  او  حضور  دارد،  از  طریق  زبان،  فرهنگ  و  هنجارهای  اجتماعی  که  در  وجود  او  نهادینه  شده‌اند.
۳.  اصل  حلقه‌ی  بازخورد:  این  اصل  به  رابطه‌ی  علّی  و  معلولی  میان  پدیده‌ها  اشاره  دارد  و  بیان  می‌کند  که  نه  تنها  "علت"  بر  "معلول"  تأثیر  می‌گذارد،  بلکه  "معلول"  نیز  می‌تواند  بر  "علت"  تأثیر  بگذارد  و  آن  را  تغییر  دهد.  این  اصل  که  به  "علیت  دوجانبه"  یا  "علیت  چرخه‌ای"  نیز  معروف  است،  در  سیستم‌های  مختلف  طبیعی  و  اجتماعی  قابل  مشاهده  است،  مانند  سیستم  گرمایش  یک  خانه  که  در  آن  ترموستات  با  دریافت  بازخورد  از  دمای  محیط،  عملکرد  سیستم  را  تنظیم  می‌کند.
۴. اصل حلقه‌ی بازگشتی: این اصل به فرآیندهایی اشاره دارد که در آنها "محصولات" و "اثرات" یک فرآیند، خود به عنوان "علت" و "عامل" برای ادامه‌ی آن فرآیند عمل می‌کنند. به این ترتیب، یک "حلقه‌ی بازگشتی" یا "چرخه‌ی خودتقویت‌کننده" ایجاد می‌شود که در آن علت و معلول در یک رابطه‌ی  دائمی  و  تعاملی  قرار  دارند.  این  اصل  در  موارد  متعددی  در  طبیعت  و  جامعه  قابل  مشاهده  است:
- تولید مثل موجودات زنده:  در فرآیند تولید مثل، هر موجود زنده هم "محصول" فرآیند تولید مثل نسل قبل است و هم "عامل" برای تولید مثل نسل بعد. به این ترتیب، یک چرخه‌ی بازگشتی  از  تولید  مثل  و  زایش  ایجاد  می‌شود  که  به  تداوم  و  بقای  گونه  منجر  می‌شود.
- شکل‌گیری و تداوم جامعه:  در جامعه، افراد با تعاملات خود جامعه را شکل می‌دهند و جامعه نیز به نوبه‌ی خود با ارائه ی زبان، فرهنگ و هنجارهای اجتماعی، بر افراد تأثیر می‌گذارد و آنها را  شکل  می‌دهد.  به  این  ترتیب،  یک  چرخه‌ی  بازگشتی  میان  "فرد"  و  "جامعه"  ایجاد  می‌شود  که  به  تداوم  و  تکامل  جامعه  منجر  می‌شود.
- رشد و توسعه‌ی اقتصادی:  در اقتصاد، سرمایه‌گذاری و تولید باعث افزایش درآمد و ثروت می‌شود و این افزایش درآمد و ثروت نیز به نوبه‌ی خود می‌تواند به افزایش سرمایه‌گذاری و تولید منجر شود. به این ترتیب، یک چرخه‌ی بازگشتی  از  رشد  و  توسعه‌ی  اقتصادی  ایجاد  می‌شود.

۵. اصل خود-بوم-سازماندهی:  این اصل به توانایی برخی سیستم‌ها، به ویژه سیستم‌های زنده، برای "سازماندهی خود" و "حفظ وحدت و هویت خود" در  عین  تعامل  با  محیط  اشاره دارد.  این  سیستم‌ها  با  استفاده  از  انرژی  و  منابع  موجود  در  محیط  خود،  به  طور  مداوم  خود  را  بازسازی  و  بازتولید  می‌کنند  و  در  عین  حال،  با  محیط  خود  در  تعامل  هستند  و  از  آن  تأثیر  می‌پذیرند.  به  عبارت  دیگر،  این  سیستم‌ها  در  عین  "خودمختاری"  و  "استقلال  نسبی"،  با  محیط  خود  در  یک  رابطه‌ی  دو  سویه  قرار  دارند.  این  اصل  در  موارد  متعددی  قابل  مشاهده  است:
- موجودات زنده:  هر موجود زنده یک سیستم خود-بوم-سازمانده است که با استفاده از انرژی و مواد مغذی موجود در محیط خود، به طور مداوم سلول‌های خود را بازسازی می‌کند، رشد می‌کند و تولید مثل می‌کند. در عین حال، موجودات زنده با محیط خود در تعامل هستند و به تغییرات محیطی پاسخ می‌دهند.
- اکوسیستم‌ها:  یک اکوسیستم مجموعه‌ای از موجودات زنده و محیط غیرزنده‌ی آنهاست که در تعامل با یکدیگر هستند. اکوسیستم‌ها نیز سیستم‌های خود-بوم-سازمانده هستند که  با  استفاده  از  انرژی  خورشید  و  چرخه‌ی  مواد  مغذی،  به  طور  مداوم  خود  را  بازسازی  می‌کنند.
- جامعه‌ی انسانی:  جامعه‌ی انسانی نیز یک سیستم خود-بوم-سازمانده است که با استفاده از منابع طبیعی و انسانی، به طور مداوم خود را بازسازی و بازتولید می‌کند. در عین حال، جامعه‌ی انسانی با محیط طبیعی و اجتماعی خود در تعامل است و از آن تأثیر می‌پذیرد.

۶.  اصل  گفتگویی:  این  اصل  به  رابطه‌ی  پیچیده  و  پویا  میان  دو  یا  چند  موجودیت  یا  مفهوم  اشاره  دارد  که  در  عین  حال  که  با  یکدیگر  در  "تقابل"  هستند،  "مکمل"  یکدیگر  نیز  محسوب  می‌شوند.  به  عبارت  دیگر،  این  موجودیت‌ها  یا  مفاهیم  در  عین  تضاد  و  تفاوت،  به  یکدیگر  نیاز  دارند  و  در  تعامل  با  یکدیگر  معنا  و  هویت  پیدا  می‌کنند.  مورن  از  استعاره‌ی  "یین  و  یانگ"  در  فلسفه‌ی  چین  برای  تبیین  این  اصل  استفاده  می‌کند  و  مثال‌هایی  مانند  "خودمختاری / وابستگی"،  "احساس / عقل"،  "خودمحوری / نوع‌دوستی"  و  "فرد / جامعه / گونه"  را  برای  این  اصل  ذکر  می‌کند.
۷.  اصل  بازگرداندن  شناسنده  در  هر  شناختی:  این  اصل  بر  این  نکته  تأکید  دارد  که  در  هر  فرآیند  شناختی،  "شناسنده"  (سوژه)  نیز  حضور  دارد  و  بر  نتیجه‌ی  شناخت  تأثیر  می‌گذارد.  به  عبارت  دیگر،  شناخت  انسانی  یک  فرآیند  عینی  و  خنثی  نیست،  بلکه  همواره  تحت  تأثیر  عوامل  ذهنی  مانند  باورها،  ارزش‌ها،  تجربیات  و  پیش‌فرض‌های  شناسنده  قرار  دارد.  این  اصل  در  مورد  تمام  انواع  شناخت،  از  ادراکات  حسی  گرفته  تا  نظریه‌های  علمی،  صدق  می‌کند.
در  نهایت،  مورن  با  تأکید  بر  اینکه  "اومانیسم  دیگر  نمی‌تواند  حامل  اراده‌ی  مغرورانه‌ی  تسلط  بر  جهان  باشد"،  معتقد  است  که  "اومانیسم  در  عصر  حاضر  باید  بر  اساس  همبستگی  میان  انسان‌ها  و  همچنین  رابطه‌ی  عمیق  و  جدا  ناپذیر  با  طبیعت  و  کیهان  شکل  بگیرد".  به  عبارت  دیگر،  اومانیسم  نباید  به  "انسان‌محوری"  و  "خودخواهی  انسانی"  منجر  شود،  بلکه  باید  با  احترام  به  طبیعت  و  سایر  موجودات  زنده  و  همچنین  با  توجه  به  مسئولیت  انسان  در  قبال  آینده‌ی  سیاره‌ی  زمین  و  نسل‌های  آینده  همراه  باشد.

### آگاهی سیاره‌ای و سیاست تمدن:  رویکرد ادگار مورن به چالش‌های جهانی
مورن در  طول  فعالیت  فکری  خود  همواره  به  مسائل  و  چالش‌های  جهانی  توجه  ویژه‌ای  داشته  و  با  نگاهی  انسانی  و  مسئولانه  به  دنبال  یافتن  راه‌حل‌هایی  برای  این  چالش‌ها  بوده  است.  او  در  آثار  متعدد  خود،  از  جمله  کتاب  "زمین-میهن" (Terre-Patrie)  که  در  سال  ۱۹۹۳  با  همکاری  آن-بریژیت  کرن (Anne-Brigitte Kern)  نوشته  شد،  بر  ضرورت  "آگاهی  سیاره‌ای"  و  اتخاذ  "سیاست  تمدن"  برای  مقابله  با  بحران‌های  عصر  حاضر  تأکید  کرده  است.

#### آگاهی سیاره‌ای:  درک سرنوشت مشترک زمینی
مورن  در  کتاب  "زمین-میهن"  با  زبانی  شیوا  و  رسا،  خوانندگان  را  به  "آگاهی  از  سرنوشت  مشترک  زمینی"  و  رسیدن  به  یک  "آگاهی  سیاره‌ای"  واقعی  فرا  می‌خواند.  او  با  یادآوری  اینکه  زمین  "خانه‌ی  مشترک"  تمام  انسان‌هاست  و  تمام  ما  در  سرنوشت  آن  سهیم  هستیم،  معتقد  است  که  برای  نجات  زمین  و  بقای  بشریت،  باید  از  مرزهای  جغرافیایی،  فرهنگی  و  ایدئولوژیک  فراتر  رفت  و  با  نگاهی  جهانی  و  انسانی  به  مسائل  نگریست.  او  در  این  باره  می‌گوید:  "در  سال‌های  ۱۹۶۹-۱۹۷۰  در  کالیفرنیا  بود  که  دوستان  دانشمندم  در  دانشگاه  برکلی  چشمان  مرا  به  روی  مسائل  زیست‌محیطی  گشودند  و  آگاهی  زیست‌محیطی  را  در  من  بیدار  کردند."  سپس  با  ابراز  نگرانی  از  تشدید  بحران‌های  زیست‌محیطی  می‌افزاید:  "سه  دهه  بعد،  پس  از  خشک  شدن  دریای  آرال،  آلودگی  دریاچه  بایکال،  باران‌های  اسیدی،  فاجعه‌ی  چرنوبیل،  آلودگی  آب‌های  زیرزمینی،  سوراخ  لایه‌ی  ازن  در  قطب  جنوب  و  ویرانی‌های  طوفان  کاترینا  در  نیواورلئان،  ضرورت  رسیدن  به  "آگاهی  سیاره‌ای"  و  اتخاذ  "سیاست  تمدن"  از  همیشه  ملموس‌تر  و  ضروری‌تر  شده  است."

#### سیاست تمدن:  رویکردی انسان‌محور و اخلاق‌مدار
مورن  در  کتاب  "سال  اول  عصر  اکولوژیک:  زمین  به  انسان  وابسته  است  و  انسان  به  زمین" (L'An I de l'ère écologique: la Terre dépend de l'homme qui dépend de la Terre)  که  در  سال  ۲۰۰۷  منتشر  کرد،  به  طور  مفصل  به  بررسی  بحران‌های  زیست‌محیطی  و  راه‌حل‌های  ممکن  برای  آنها  می‌پردازد.  این  کتاب  که  شامل  گفتگویی  با  نیکولا  اولو  (Nicolas Hulot)،  فعال  محیط  زیست  فرانسوی،  نیز  می‌شود،  به  عنوان  یکی  از  مهم‌ترین  آثار  مورن  در  حوزه‌ی  محیط  زیست  شناخته  می‌شود.
به  اعتقاد  مورن،  "آگاهی  سیاره‌ای"  باید  با  یک  "سیاست  تمدن"  جدید  همراه  شود  تا  بتوان  از  این  "عصر  آهن  سیاره‌ای...  که  به  نوعی  پیشاتاریخ  روح  انسان  محسوب  می‌شود"  خارج  شد.  او  با  این  عبارت  به  این  نکته  اشاره  می‌کند  که  با  وجود  پیشرفت‌های  علمی  و  فناورانه،  هنوز  در  مرحله‌ی  نوزادی  از  تکامل  اخلاقی  و  معنوی  قرار  داریم  و  برای  رسیدن  به  یک  "تمدن  انسانی"  واقعی،  راه  طولانی  و  دشواری  در  پیش  رو  داریم.
مورن  "سیاست  تمدن"  را  اینگونه  توضیح  می‌دهد:  "هدف  این  سیاست  قرار  دادن  مجدد  انسان  در  مرکز  سیاست،  به  عنوان  هدف  و  وسیله،  و  ترویج  "خوب  زیستن"  به  جای  "رفاه"  است."  او  با  انتقاد  از  رویکردهای  "ماده‌گرا"  و  "مصرف‌گرا"  که  "رفاه  مادی"  را  به  عنوان  هدف  اصلی  زندگی  معرفی  می‌کنند،  معتقد  است  که  "خوب  زیستن"  چیزی  فراتر  از  "رفاه  مادی"  است  و  شامل  ابعاد  مختلف  زندگی  انسانی،  از  جمله  معنویت،  اخلاق،  عشق،  دوستی،  هنر  و  ...  می‌شود.  اقتصاددان  هانری  بارتولی  (Henri Bartoli)  نیز  در  تایید  دیدگاه  مورن،  خواستار  قرار  دادن  مجدد  انسان  در  مرکز  اقتصاد  است  و  معتقد  است  که  "اقتصاد  باید  در  خدمت  زندگی  باشد  نه  برعکس".
به  طور  مشخص‌تر،  با  توجه  به  این  واقعیت  که  تمدن  مدرن  با  وجود  تمام  پیشرفت‌هایش،  اغلب  باعث  "بد  زیستن"  عمیق،  فردگرایی،  تنهایی،  اضطراب  و  افسردگی  می‌شود،  مورن  پیشنهاد  می‌کند  که  به  "احیای  شهرها  و  ایجاد  فضاهای  شهری  انسانی  و  پویا"،  "تقویت  همبستگی  و  پیوندهای  اجتماعی"،  "ایجاد  یا  احیای  صمیمیت  و  دوستی  میان  انسان‌ها"  و  "بهبود  آموزش  و  پرورش  با  هدف  پرورش  "انسان‌های  کامل"  و  "شهروندان  جهانی""  بپردازیم. [^42]  به  باور  او،  با  تحقق  این  اهداف  می‌توان  به  سوی  "تمدنی  انسانی‌تر"  و  "جهانی  عادلانه‌تر"  گام  برداشت.

#### بازتاب مفهوم "سیاست تمدن" در عرصه‌ی سیاست
اصطلاح  "سیاست  تمدن"  توسط  نیکولا  سارکوزی  (Nicolas Sarkozy)،  رئیس  جمهور  وقت  فرانسه،  در  سخنرانی  سال  نوی  خود  در  ۳۱  دسامبر  ۲۰۰۷  به  کار  برده  شد. با  این  حال،  مورن  در  مورد  این  استفاده  از  مفهوم  "سیاست  تمدن"  با  احتیاط  و  تردید  برخورد  کرد  و  گفت:  "من  نمی‌توانم  این  احتمال  را  رد  کنم  که  آقای  سارکوزی  سیاست  خود  را  در  این  جهت  تغییر  دهد،  اما  او  تا  به  حال  چنین  چیزی  را  نشان  نداده  و  هیچ  نشانه‌ای  از  آن  وجود  ندارد." [^44] [منبع  ناکافی]  او  در  جای  دیگری  گفت:  "من  دو  اختلاف  نظر  بسیار  مهم  با  سارکوزی  دارم:  در  سیاست  خارجی،  که  به  نظر  من  نوعی  هماهنگی  با  سیاست‌های  جورج  بوش  در  آن  مشاهده  می‌شود؛  و  در  سیاست  داخلی  و  سیاست  غیرانسانی  نسبت  به  مهاجران.  در  موارد  دیگر،  هنوز  ابهام  وجود  دارد  و  او  می‌تواند  تغییر  کند...  رئیس  جمهور  شخصیتی  انعطاف‌پذیر  و  در  حال  تغییر  است.  او  هنوز  از  ماهیت  رادیکال  و  عمیق  یک  سیاست  تمدن  آگاه  نشده  است." [^45] [منبع  ناکافی]  به  عبارت  دیگر،  مورن  معتقد  بود  که  سارکوزی  تنها  به  طور  سطحی  و  شعاری  از  اصطلاح  "سیاست  تمدن"  استفاده  کرده  و  در  عمل  به  دنبال  تحقق  آن  نیست.

#### ضرورت گذار از "عصر آهن سیاره‌ای"
مورن  با  تأکید  بر  اینکه  جهان  معاصر  با  چالش‌های  بسیار  جدی  و  پیچیده‌ای  مواجه  است،  معتقد  است  که  برای  غلبه  بر  این  چالش‌ها  و  رسیدن  به  "صلح  جهانی"  و  "بقای  بشریت"،  باید  از  "عصر  آهن  سیاره‌ای"  فراتر  رفت  و  به  سوی  "عصر  خرد  و  آگاهی"  گام  برداشت.  او  با  استفاده  از  استعاره‌ی  "عصر  آهن"،  به  خشونت،  جنگ،  نابرابری  و  بی‌عدالتی  در  جهان  معاصر  اشاره  می‌کند  و  معتقد  است  که  برای  رسیدن  به  "صلح  و  امنیت  جهانی"،  باید  از  این  مرحله  تاریخی  فراتر  رفت  و  با  توجه  به  "سرنوشت  مشترک  زمینی"  و  با  استفاده  از  "خرد  جمعی"  و  "اخلاق  جهانی"،  به  دنبال  یافتن  راه‌حل‌هایی  برای  مشکلات  جهان  بود.
به  باور  مورن،  "آگاهی  سیاره‌ای"  و  "سیاست  تمدن"  دو  رکن  اساسی  برای  گذار  از  "عصر  آهن  سیاره‌ای"  و  رسیدن  به  "عصر  خرد  و  آگاهی"  هستند.  "آگاهی  سیاره‌ای"  به  ما  کمک  می‌کند  تا  با  فراتر  رفتن  از  مرزهای  محدود  و  با  درک  وابستگی  متقابل  و  سرنوشت  مشترک  خود،  به  دنبال  همکاری  و  همبستگی  جهانی  برای  مقابله  با  چالش‌های  مشترک  باشیم.  "سیاست  تمدن"  نیز  با  قرار  دادن  "انسان"  در  مرکز  سیاست  و  با  توجه  به  ابعاد  مختلف  زندگی  انسانی،  از  جمله  معنویت،  اخلاق،  فرهنگ  و  هنر،  به  دنبال  ایجاد  "تمدنی  انسانی‌تر"  و  "جهانی  عادلانه‌تر"  است.

### هفت دانشی که برای آموزش آینده ضروری است
ادگار مورن در پیشگفتار کتاب "هفت دانشی که برای آموزش آینده ضروری است" (Les Sept Savoirs nécessaires à l’éducation du futur)، این اثر را  جلد  پایانی  یک  سه‌گانه  معرفی  می‌کند  که  شامل  کتاب‌های  زیر  است:
- "سر  خوب  ساخته  شده.  بازاندیشی  اصلاحات،  اصلاح  تفکر" (La tête bien faite. Repenser la réforme, réformer la pensée)  (۱۹۹۹)
- "پیوند  دانش‌ها" (Relier les connaissances)  (۱۹۹۹)
- "هفت  دانشی  که  برای  آموزش  آینده  ضروری  است" (Les Sept Savoirs nécessaires à l’éducation du futur)  (۲۰۰۰)

او  در  این  کتاب  هفت  موضوع  را  که  باید  به  مبانی  آموزش  و  پرورش  تبدیل  شوند،  معرفی  می‌کند.  این  هفت  دانش  عبارتند  از:
1. **کوری‌های  شناخت:  خطا  و  توهم  (Les cécités de la connaissance: l'erreur et l'illusion)  مورن  در  این  فصل  به  بررسی  "نقص‌ها  و  محدودیت‌های  شناخت  انسانی"  می‌پردازد  و  با  تأکید  بر  اینکه  "خطا  و  توهم"  همواره  در  کمین  انسان  هستند،  بر  ضرورت  "تفکر  انتقادی"  و  "خودانتقادی"  تأکید  می‌کند.  به  باور  او،  آموزش  و  پرورش  باید  به  دانش‌آموزان  بیاموزد  که  چگونه  با  "پرسشگری"،  "تردید"  و  "کنجکاوی"  به  دنبال  حقیقت  باشند  و  از  افتادن  در  دام  "باورهای  غلط"  و  "پیش‌داوری‌ها"  پرهیز  کنند.
2. **اصول  یک  شناخت  مرتبط  (Les principes d'une connaissance pertinente)  در  این  فصل،  مورن  به  بررسی  "اصول  و  روش‌های  شناخت  مرتبط  و  معنادار"  می‌پردازد.  او  با  تأکید  بر  "اندیشه‌ی  پیچیده"  و  "نگرش  کل‌نگر"،  معتقد  است  که  آموزش  و  پرورش  باید  به  دانش‌آموزان  بیاموزد  که  چگونه  با  "پیوند  دادن"  دانش‌های  مختلف  و  با  توجه  به  "روابط  متقابل"  میان  آنها،  به  درکی  عمیق  و  جامع  از  واقعیت  دست  یابند.
3. **آموزش  وضعیت  انسانی  (Enseigner la condition humaine)  در  این  فصل،  مورن  به  بررسی  "وضعیت  انسانی"  در  جهان  معاصر  می‌پردازد  و  با  تأکید  بر  "پیچیدگی"،  "تناقض"  و  "عدم  قطعیت"  در  زندگی  انسانی،  معتقد  است  که  آموزش  و  پرورش  باید  به  دانش‌آموزان  کمک  کند  تا  با  درک  این  ویژگی‌ها،  به  "خودشناسی"  و  "جهان‌شناسی"  عمیق‌تری  دست  یابند.
4. **آموزش  هویت  زمینی  (Enseigner l'identité terrienne)  در  این  فصل،  مورن  با  تأکید  بر  "سرنوشت  مشترک  زمینی"  و  ضرورت  "همبستگی  جهانی"،  معتقد  است  که  آموزش  و  پرورش  باید  به  دانش‌آموزان  کمک  کند  تا  با  درک  این  مفاهیم،  به  "شهروندان  جهانی"  مسئولیت‌پذیر  و  متعهد  تبدیل  شوند.
5. **مواجهه  با  عدم  قطعیت  (Affronter les incertitudes)  در  این  فصل،  مورن  با  تأکید  بر  اینکه  "عدم  قطعیت"  یکی  از  ویژگی‌های  اصلی  جهان  معاصر  است،  معتقد  است  که  آموزش  و  پرورش  باید  به  دانش‌آموزان  بیاموزد  که  چگونه  با  "انعطاف‌پذیری"  و  "خلاقیت"  با  "عدم  قطعیت"  مواجه  شوند  و  در  عین  حال،  "امید"  و  "اراده"  ی  خود  را  برای  ساختن  آینده‌ای  بهتر  حفظ  کنند.
6. **آموزش  تفاهم  (Enseigner la compréhension)  در  این  فصل،  مورن  با  تأکید  بر  اهمیت  "گفتگو"  و  "تفاهم  متقابل"  در  جهان  متنوع  و  پیچیده‌ی  امروز،  معتقد  است  که  آموزش  و  پرورش  باید  به  دانش‌آموزان  بیاموزد  که  چگونه  با  "احترام  به  تفاوت‌ها"  و  با  "همدلی"  و  "مدارا"  با  دیگران  ارتباط  برقرار  کنند.
7. **اخلاق  گونه‌ی  انسانی  (L'éthique du genre humain)  در  این  فصل،  مورن  با  طرح  مفهوم  "اخلاق  گونه‌ی  انسانی"،  به  دنبال  ارائه  ی  اصول  و  ارزش‌های  اخلاقی  جهانی  است  که  مبتنی  بر  "احترام  به  کرامت  انسانی"،  "عدالت"،  "همبستگی"  و  "مسئولیت‌پذیری"  است.  او  معتقد  است  که  آموزش  و  پرورش  باید  به  دانش‌آموزان  کمک  کند  تا  با  درونی  کردن  این  اصول  و  ارزش‌ها،  به  "انسان‌های  اخلاقی"  و  "شهروندان  مسئولیت‌پذیر"  تبدیل  شوند.

### اندیشیدن به بحران:  پرتگاه یا دگرگونی؟
مورن در  طول  فعالیت  فکری  خود  همواره  نگاهی  ژرف  و  انتقادی  به  "بحران"  و  "تحولات  تاریخی"  داشته  است.  او  با  رد  دیدگاه‌های  ساده‌انگارانه  و  خطی  به  تاریخ،  بر  "پیچیدگی"  و  "پویایی"  تاریخ  بشری  تأکید  می‌کند  و  معتقد  است  که  تاریخ  نه  یک  خط  مستقیم  و  صعودی  از  پیشرفت،  بلکه  مجموعه‌ای  از  "فراز  و  نشیب‌ها"،  "گسست‌ها"  و  "دگرگونی‌های"  غیرقابل  پیش‌بینی  است.
مورن  در  کنفرانسی  در  دسامبر  ۲۰۰۸  به  خبرنگاری  از  مجله‌ی  "علوم  انسانی"  در  این  باره  توضیح  می‌دهد: [^47]  "برای  درک  جهان  امروز  و  چالش‌های  پیش  روی  آن،  نمی‌توان  از  تأمل  در  تاریخ  جهانی  غافل  شد.  دوره‌های  آرامش  و  شکوفایی  که  در  تاریخ  وجود  داشته‌اند،  در  حقیقت  تنها  وقفه‌هایی  کوتاه  در  میان  جریان  پر  تلاطم  تاریخ  هستند.  تمام  امپراتوری‌ها  و  تمدن‌های  بزرگ  گذشته،  از  بین‌النهرین  و  مصر  گرفته  تا  روم،  ایران،  عثمانی  و  تمدن‌های  مایا،  آزتک  و  اینکا،  خود  را  جاودانه  می‌پنداشتند،  اما  همه‌ی  آنها  در  نهایت  ناپدید  و  به  دست  فراموشی  سپرده  شدند.  تاریخ  همین  است:  ظهور  و  سقوط،  دوره‌های  آرامش  و  فجایع،  انشعاب‌ها،  گرداب‌ها  و  ظهور  پدیده‌های  غیرمنتظره  که  مسیر  تاریخ  را  تغییر  می‌دهند."
مورن  با  این  نگاه  "پیچیده"  و  "غیرخطی"  به  تاریخ،  به  ما  می‌آموزد  که  بحران‌ها  و  چالش‌ها  را  نه  به  عنوان  پایان  راه،  بلکه  به  عنوان  بخشی  طبیعی  و  اجتناب‌ناپذیر  از  تاریخ  بشری  بپذیریم  و  با  آگاهی  از  این  واقعیت،  به  دنبال  یافتن  راه‌حل‌هایی  برای  غلبه  بر  آنها  باشیم.  او  در  پایان  کنفرانس  خود  با  بیان  این  نکته  که  "حتی  در  دل  دوره‌های  تاریک،  بذرهای  امید  ظاهر  می‌شوند"،  ما  را  به  "امیدواری"  و  "کنشگری"  در  برابر  چالش‌ها  فرا  می‌خواند.  به  عبارت  دیگر،  "روح  پیچیدگی"  به  معنای  دیدن  بذرهای  امید  در  دل  دوره‌های  تاریک  و  یافتن  راه‌هایی  برای  شکوفا  کردن  این  بذرها  و  ایجاد  دگرگونی  و  تحول  مثبت  است.

### هنر و زیبایی‌شناسی
ادگار مورن در سال ۲۰۱۶ کتابی را به زیبایی‌شناسی اختصاص داد که در آن به بررسی مسئله‌ی آفرینش هنری و هنرها می‌پردازد.

## کنشگری‌ها و موضع‌گیری‌های سیاسی و اجتماعی
ادگار مورن،  در کنار پژوهش‌های آکادمیک خود، همواره  کنشگری  پر شور در  عرصه‌های  سیاسی  و  اجتماعی  بوده  و  با  صداقت  و  شجاعت  به  بیان  دیدگاه‌های  خود  در  مورد  مهم‌ترین  مسائل  عصر  خود  پرداخته  است.  او  در  طول  زندگی  طولانی  و  پربار  خود،  مواضع  متنوعی  در  قبال  موضوعات  مختلف  اتخاذ  کرده  که  نشان‌دهنده‌ی  تعهد  او  به  سرنوشت  بشریت  و  آینده‌ی  جهان  است.

### دوران جوانی و فعالیت در حزب کمونیست
مورن در دوران جوانی،  به  ویژه  در  دهه‌های  ۱۹۴۰  و  ۱۹۵۰،  تحت  تأثیر  فضای  سیاسی  و  اجتماعی  زمانه‌ی  خود  و  همچنین  در  واکنش  به  ظهور  فاشیسم  و  جنگ  جهانی  دوم،  به  ایدئولوژی  کمونیسم  گرایش  پیدا  کرد  و  به  عضویت  حزب  کمونیست  فرانسه  درآمد.  او  در  مقاله‌ای  به  زبان  انگلیسی  با  عنوان  "افتخار  حقیقت" (L'honneur de la vérité)  که  به  شرح  روابط  خود  با  این  حزب  می‌پردازد،  شرایط  و  انگیزه‌های  پیوستن  خود  را  به  این  حزب  در  سال  ۱۹۴۲  اینگونه  بیان  می‌کند:  "من  یک  کمونیست  زمان  جنگ  بودم.  در  آن  هنگامه‌ی  سخت  که  نازی‌ها  به  فرانسه  حمله  کرده  بودند  و  در  پاسخ  به  مقاومت  مردم  مسکو  در  برابر  تهاجم  آلمان  و  همچنین  در  پی  اولین  ضد  حمله‌ی  متفقین  و  حمله  به  پرل  هاربر،  به  مقاومت  پیوستم.  در  آن  دوران،  پیش  از  نبرد  سرنوشت‌ساز  استالینگراد،  هنوز  امیدی  به  پیروزی  بر  فاشیسم  وجود  داشت  و  من  نیز  مانند  بسیاری  از  جوانان  آن  دوران،  با  شور  و  اشتیاق  به  کمونیسم  به  عنوان  نیرویی  برای  مبارزه  با  فاشیسم  و  ایجاد  جهانی  بهتر  می‌نگریستم."  او  در  آن  زمان  با  بسیاری  از  روشنفکران  "همراه"  این  حزب،  از  جمله  ژرژ  فریدمن (Georges Friedmann)  و  ژان-پل  سارتر (Jean-Paul Sartre)  رابطه‌ی  نزدیکی  داشت  و  در  فعالیت‌های  حزب  مشارکت  می‌کرد.
با  این  حال،  مورن  به  مرور  زمان  و  با  مشاهده‌ی  عملکرد  حزب  کمونیست  و  همچنین  تحولات  جهان  پس  از  جنگ  جهانی  دوم،  به  تدریج  از  ایدئولوژی  مارکسیستی  و  عملکرد  حزب  کمونیست  فاصله  گرفت.  او  که  به  "اندیشیدن  مستقل"  و  "پرهیز  از  هرگونه  جزم‌اندیشی"  باور  داشت،  نمی‌توانست  با  سیاست‌های  دگم  و  خشونت‌آمیز  حزب  کمونیست  همراه  شود.  در  نهایت،  در  سال  ۱۹۵۱  و  در  پی  انتقادهای  او  از  سیاست‌های  حزب،  از  این  حزب  اخراج  شد.  طبق  مدخل  مربوط  به  او  در  "مِترون" (Maitron)  (دایره‌المعارف  بیوگرافی  جنبش  کارگری  فرانسه)،  "ادگار  مورن  در  سال  ۱۹۵۱  از  حزب  اخراج  شد.  در  واقع،  ماجرای  یوگسلاوی  و  سپس  محاکمه‌ی  ساختگی  لازلو  رایک (Rajk)  در  مجارستان،  که  نشان‌دهنده‌ی  سرکوب  و  استبداد  در  کشورهای  کمونیستی  بود،  باعث  "یک  شکست  درونی"  در  او  شده  بود  (رجوع  کنید  به  کتاب  "راه  من"،  صفحه  ۱۱۰)  و  از  سال  ۱۹۴۹  او  عملاً  از  فعالیت  در  حزب  کمونیست  فرانسه  دست  کشیده  بود."

### استقلال فکری و گرایش به چپ
پس  از  اخراج  از  حزب  کمونیست،  مورن  به  طور  کامل  از  هرگونه  وابستگی  به  احزاب  سیاسی  اجتناب  کرد  و  بر  "استقلال  فکری"  خود  تأکید  داشت.  او  معتقد  بود  که  یک  روشنفکر  باید  آزادانه  و  بدون  وابستگی  به  هیچ  حزب  یا  ایدئولوژی  خاص،  به  اندیشیدن  و  کنشگری  بپردازد.  با  این  حال،  او  همواره  خود  را  در  جناح  چپ  سیاسی  می‌دانست  و  به  مسائل  و  چالش‌های  اجتماعی  و  سیاسی  عصر  خود  با  دیدی  انتقادی  و  کنشگرانه  می‌نگریست.  او  در  نوشته‌ها  و  سخنرانی‌های  خود  به  طور  مکرر  از  عدالت  اجتماعی،  برابری،  حقوق  بشر  و  دموکراسی  دفاع  کرده  و  با  هرگونه  ستم  و  تبعیض  مخالفت  کرده  است.
در  سال  ۱۹۹۳،  در  مقاله‌ای  بلند  با  عنوان  "سوسیالیسم  بدون  ایدئولوژی"  (Socialisme sans idéologie)،  ضمن  فاصله  گرفتن  از  "مفهوم  مارکسیستی  جامعه"  و  همچنین  از  مفاهیم  مختلف  سوسیالیسم  سنتی،  چه  "شوروی"  و  چه  "سوسیال  دموکرات"،  به  این  نکته  اشاره  کرد  که  "مدیریت  سوسیالیستی"  امور  جهان  با  اهداف  و  چالش‌های  عصر  حاضر  فاصله‌ی  زیادی  دارد.  او  در  این  باره  می‌نویسد:  "متمدن  کردن  زمین  و  هدایت  گونه‌ی  انسان  به  سوی  انسانیت  واقعی،  به  هدف  اصلی  و  جهانی  هر  سیاستی  تبدیل  می‌شود  که  نه  تنها  به  دنبال  پیشرفت،  بلکه  به  دنبال  بقای  انسانیت  است.  جای  تأسف  است  که  سوسیالیست‌ها  با  کوته‌بینی  و  در  حالی  که  جهان،  اروپا  و  فرانسه  با  مشکلات  عظیم  و  بی‌سابقه‌ای  در  پایان  عصر  مدرن  مواجه  هستند،  تنها  به  دنبال  "به‌روزرسانی" (aggiornamenter)  و  مدرنیزه  کردن  و  سوسیال  دموکراتیزه  کردن  سیستم‌های  کهنه  هستند.  در  حقیقت،  باید  به  جای  چنگ  زدن  به  ایدئولوژی‌های  منسوخ  شده،  به  دنبال  راه‌حل‌های  نوین  و  واقع‌بینانه  برای  مشکلات  عصر  حاضر  بود."  این  سخنان  نشان‌دهنده‌ی  آن  است  که  مورن  با  وجود  گرایش  به  چپ،  به  هیچ  ایدئولوژی  یا  حزب  خاصی  وابسته  نبود  و  همواره  با  دیدی  انتقادی  به  مسائل  می‌نگریست.

### موضع‌گیری درباره‌ی مناقشه‌ی اسرائیل و فلسطین
مورن  در  سال  ۲۰۰۲  در  مورد  مناقشه‌ی  اسرائیل  و  فلسطین  نیز  موضع‌گیری  کرد  و  با  انتقاد  از  سیاست‌های  اسرائیل،  معتقد  بود  که  "یهودیان  اسرائیل،  در  حالی  که  خود  نوادگان  قربانیان  آپارتاید  و  زندگی  در  گتوها  هستند،  امروزه  فلسطینی‌ها  را  در  شرایطی  مشابه  گتو  قرار  داده‌اند...  به  سختی  می‌توان  باور  کرد  که  ملتی  متشکل  از  فراریان  و  آوارگان،  که  از  مظلوم‌ترین  مردم  در  تاریخ  بشریت  هستند...  بتوانند  در  طول  تنها  دو  نسل...  به  جز  یک  اقلیت  تحسین‌برانگیز،  به  ملتی  متکبر  و  ستمگر  تبدیل  شوند  که  از  تحقیر  دیگران  لذت  می‌برند."  این  موضع‌گیری  شجاعانه‌ی  مورن،  خشم  صهیونیست‌ها  را  برانگیخت  و  باعث  شد  تا  او  با  اتهامات  متعددی  از  جمله  "یهودستیزی"  مواجه  شود.  با  این  حال،  مورن  از  مواضع  خود  عقب‌نشینی  نکرد  و  همواره  بر  حمایت  از  حقوق  مردم  فلسطین  تأکید  کرد.

### تعامل اسلام‌ستیزی و یهودستیزی
مورن  همچنین  به  تعامل  پیچیده‌ی  میان  "اسلام‌ستیزی"  و  "یهودستیزی"  در  دهه‌ی  اخیر  توجه  داده  و  معتقد  است  که  این  دو  پدیده  در  یک  "چرخه‌ی  معیوب"  یکدیگر  را  تقویت  می‌کنند.  به  گفته‌ی  او،  "از  سال  ۲۰۱۸  تا  ۲۰۲۰،  شاهد  نوعی  هم‌افزایی  منفی  بین  اسلام‌ستیزی  و  یهودستیزی  بوده‌ایم.  به  عبارت  دیگر،  ظهور  و  گسترش  اسلام‌ستیزی  باعث  تشدید  یهودستیزی  قدیمی  شده  و  از  سوی  دیگر،  یهودستیزی  جدیدی  نیز  که  ناشی  از  سیاست‌های  اسرائیل  است،  در  جهان  عرب  گسترش  یافته  است.  با  این  حال،  به  گفته‌ی  او،  مدافعان  متعصب  سیاست‌های  استعماری  اسرائیل  به  طور  بی‌رویه  و  نادرست  هرگونه  انتقاد  از  این  سیاست‌ها  را  با  برچسب  یهودستیزی  پاسخ  می‌دهند."

### فعالیت‌های بین‌المللی
مورن  در  کنار  کنشگری  در  عرصه‌ی  سیاسی  و  اجتماعی  فرانسه،  همواره  به  مسائل  بین‌المللی  نیز  توجه  داشته  و  در  فعالیت‌های  مختلف  جهانی  مشارکت  کرده  است.  او  در  سال  ۲۰۰۲  در  تأسیس  "کالج  بین‌المللی  اخلاق،  سیاست  و  علم" (Collegium international éthique, politique et scientifique)  به  همراه  متفکران  و  فعالان  سیاسی  از  کشورهای  مختلف  مشارکت  داشت.  این  کالج  با  هدف  ترغیب  ملل  و  سازمان  ملل  متحد  به  همکاری  بین‌المللی  برای  یافتن  پاسخ‌های  اخلاقی  و  مناسب  به  چالش‌های  جدید  جهان  معاصر  تأسیس  شد. مورن  در  چارچوب  همکاری‌هایش  با  اعضای  کالج،  در  سال  ۲۰۱۱  کتاب  "زمین  را  قابل  سکونت  کردن" (Rendre la terre habitable)  را  با  همکاری  پیتر  اسلوتردایک (Peter Sloterdijk)  به  رشته‌ی  تحریر  درآورد.  او  همچنین  در  سال  ۲۰۱۲  در  نوشتن  کتاب  جمعی  "جهان  دیگر  وقت  برای  تلف  کردن  ندارد" (Le Monde n'a plus de temps à perdre)  که  خواستار  حکمرانی  جهانی  مبتنی  بر  همبستگی  و  مسئولیت‌پذیری  است،  شرکت  کرد.
مورن  در  این  دوره،  به  طور  فزاینده‌ای  به  پدیده‌ی  "جهانی‌شدن"  علاقه‌مند  شد  و  آن  را  به  عنوان  یکی  از  مهم‌ترین  چالش‌های  عصر  حاضر  مورد  بررسی  قرار  داد.  به  باور  او،  "جهانی‌شدن  مانند  سفینه‌ای  است  که  با  سه  موتور  قدرتمند  علم،  تکنولوژی  و  اقتصاد  به  پیش  می‌رود،  اما  این  سفینه  خلبانی  ندارد  و  به  همین  دلیل،  دو  آینده‌ی  کاملاً  متفاوت  را  می‌توان  برای  آن  متصور  شد:  یکی  آینده‌ای  تاریک  و  پر  از  فجایع  (تخریب  زیست‌کره،  تکثیر  سلاح‌های  هسته‌ای،  اقتصادی  که  اسیر  سفته‌بازی‌های  مالی  شده،  بحران  تمدن‌های  سنتی  و  بحران  تمدن  غربی،  گسترش  درگیری‌ها  و  تعصب‌ها)  و  دیگری  آینده‌ای  آرمان‌شهری  با  "فرا  انسان‌گرایی" (transhumanisme)  که  در  آن  مرگ  به  تأخیر  افتاده  و  انسان  به  کمک  ربات‌ها  از  شر  کارهای  کسل‌کننده  و  طاقت‌فرسا  خلاص  می‌شود.  اما  این  چشم‌انداز  دوم  که  به  دنبال  "انسان  تقویت‌شده"  است،  کاملاً  کمی  بوده  و  ضرورت  یک  تحول  عظیم  اخلاقی  و  فکری  را  برای  اجتناب  از  فجایع  و  جلوگیری  از  تبدیل  شدن  انسان  به  موجودی  رباتیک  نادیده  می‌گیرد."

### مجمع روزولت و دیگر فعالیت‌های اجتماعی
مورن در مارس ۲۰۱۲،  به همراه  استفان  هسل،  میشل  روکار  و  بسیاری  از  روشنفکران  و  چهره‌های  شناخته  شده‌ی  جامعه‌ی  مدنی  و  سیاسی،  "مجمع  روزولت" (collectif Roosevelt)  را  بنیان  نهاد.  این  مجمع  که  نام  خود  را  از  فرانکلین  روزولت،  رئیس  جمهور  پیشین  آمریکا،  گرفته  است،  با  هدف  مبارزه  با  بحران‌های  اقتصادی  و  اجتماعی  و  همچنین  ترویج  دموکراسی  و  عدالت  اجتماعی  ایجاد  شد.  این  مجمع  پانزده  پیشنهاد  برای  مقابله  با  چالش‌های  عصر  حاضر،  از  جمله  جلوگیری  از  فروپاشی  اقتصادی،  ایجاد  یک  جامعه‌ی  جدید،  مبارزه  با  بیکاری  و  ایجاد  یک  اروپای  دموکراتیک،  ارائه  کرد.
مورن  همچنین  در  سال  ۲۰۱۳  به  طور  علنی  از  رئیس  رائونی (Raoni)،  رهبر  سرخپوستان  برزیل،  در  مبارزه‌اش  علیه  ساخت  سد  بلو  مونته (Belo Monte)  حمایت  کرد  و  به  همراه  او  و  بسیاری  دیگر  از  روشنفکران،  حقوقدانان  و  سیاستمداران،  در  کنفرانس  "ریو+۲۰"  در  راه‌اندازی  "دادگاه  اخلاقی  برای  رسیدگی  به  جنایات  علیه  طبیعت  و  آینده‌ی  بشریت"  مشارکت  داشت. [^56]  او  در  همین  سال،  با  امضای  بیانیه‌ی  جنبش  "پایان  اکوسید  در  اروپا" (End ecocide in Europe)  که  توسط  دوازده  روشنفکر  دیگر  نیز  امضا  شده  بود،  حمایت  خود  را  از  طرح  شهروندی  اروپایی  "اکوسید  در  اروپا  را  متوقف  کنید"  اعلام  کرد. [^57]  مورن  در  سال  ۲۰۱۹  نیز  با  اشاره  به  نقش  مخرب  "قدرت  پول"  در  تخریب  محیط  زیست،  گفت:  "عامل  اصلی  بحران  زیست‌محیطی  فعلی،  قدرت  طلبی  و  سودجویی  افراد  و  نهادهایی  است  که  ثروت  و  قدرت  را  در  دستان  خود  دارند."
در  ۲  ژوئیه  ۲۰۱۵،  مورن  به  همراه  جمعی  از  چهره‌های  برجسته،  درخواست‌نامه‌ای  را  امضا  کرد  که  از  دولت  فرانسه  می‌خواست  ادوارد  اسنودن (Edward Snowden)  و  جولیان  آسانژ (Julian Assange)  را  به  خاک  این  کشور  پناه  دهد.  این  درخواست  نامه  در  پی  نامه‌ی  سرگشاده‌ی  آسانژ  به  فرانسوا  اولاند (François Hollande)،  رئیس  جمهور  وقت  فرانسه،  منتشر  شد  و  نشان‌دهنده‌ی  تعهد  مورن  به  آزادی  بیان  و  حمایت  از  افشاگران  فساد  و  جنایات  دولتی  است.

### دگاه‌های دینی و فلسفی
ادگار  مورن  بارها  بر  دیدگاه  "بی‌اعتقادی  رادیکال"  خود  تأکید  کرده  و  خود  را  فردی  "آگنوستیک"  (ندانم‌گرا)  معرفی  کرده  است. با  این  حال،  او  به  عنوان  یک  فیلسوف  و  جامعه‌شناس،  به  ابعاد  مختلف  زندگی  انسانی،  از  جمله  معنویت  و  اخلاق،  علاقه‌مند  بوده  و  در  این  زمینه  نیز  آثار  متعددی  نوشته  است.  او  عضو  کمیته‌ی  حمایت  از  "هماهنگی  فرانسه  برای  دهه‌ی  فرهنگ  صلح  و  عدم  خشونت" (Coordination française pour la décennie de la culture de paix et de non-violence)  است  و  به  "بودیسم"  به  عنوان  یک  "مکتب  فلسفی  و  اخلاقی"  -  و  نه  یک  دین  -  علاقه‌مند  است.  او  بودیسم  را  به  دلیل  تأکید  بر  صلح،  عدم  خشونت،  مدارا  و  تفاهم  متقابل  مورد  ستایش  قرار  داده  و  آن  را  با  "اخلاق  جهانی"  که  خود  به  دنبال  آن  است،  سازگار  می‌داند.
در  سال  ۲۰۱۸،  او  "لَوداتو  سی" (Laudato si')،  فرمان  پاپ  فرانسیس (Pope Francis)  در  مورد  محیط  زیست،  را  سندی  "الهام‌بخش"  و  "نخستین  گام  در  مسیر  احیای  تمدن  بشری"  خواند.  او  در  این  باره  از  اصطلاح  "خانه‌ی  مشترک" (maison commune)  میخائیل  گورباچف (Mikhail Gorbachev)  استفاده  کرد  و  آن  را  با  دیدگاه  "پیچیده"  خود  در  مورد  محیط  زیست  مقایسه  می‌کند.  به  اعتقاد  مورن،  این  فرمان  پاپ  که  با  زبانی  شیوا  و  همه  فهم  نگاشته  شده،  نه  تنها  مسیحیان،  بلکه  تمام  انسان‌ها  را  به  توجه  به  بحران  زیست‌محیطی  و  همکاری  برای  نجات  "خانه‌ی  مشترک"  فرا  می‌خواند.

### آموزش و پرورش برای آینده
مورن  در  طول  فعالیت  علمی  و  اجتماعی  خود،  همواره  به  مسائل  و  چالش‌های  مهم  عصر  خود  واکنش  نشان  داده  و  مواضع  قاطعی  در  قبال  آنها  اتخاذ  کرده  است.  او  در  سال  ۲۰۱۴  با  انتشار  کتاب  "آموزش  و  پرورش  برای  آینده"  (Enseigner à vivre)  به  بررسی  نقش  آموزش  و  پرورش  در  شکل‌گیری  "شهروندان  جهانی"  و  ایجاد  "تمدنی  جهانی"  پرداخت.  او  در  این  کتاب  با  تأکید  بر  اهمیت  "تفکر  انتقادی"  و  "گفتگوی  بین  فرهنگ‌ها"،  برنامه‌ای  جامع  برای  اصلاح  نظام‌های  آموزشی  ارائه  می‌دهد  و  معتقد  است  که  آموزش  و  پرورش  باید  به  جای  انتقال  اطلاعات  و  دانش‌های  جزئی  و  منفصل،  به  پرورش  "انسان‌های  کامل"  و  "شهروندان  جهانی"  بپردازد  که  قادر  به  تفکر  انتقادی،  حل  مسئله،  همکاری  و  زندگی  در  یک  جهان  متنوع  و  پیچیده  باشند.

### مانیفست برای یک تمدن جدید
در  سال  ۲۰۱۵،  مورن  در  کنار  دیگر  متفکران  و  فعالان  اجتماعی،  "مانیفست  برای  یک  تمدن  جدید"  (Manifeste pour une nouvelle civilisation)  را  منتشر  کرد.  در  این  مانیفست  که  به  نوعی  وصیت‌نامه‌ی  فکری  و  اخلاقی  او  محسوب  می‌شود،  مورن با  نگرانی  از  بحران‌های  متعدد  جهان  معاصر،  از  جمله  بحران  زیست‌محیطی،  بحران  اقتصادی،  بحران  اجتماعی  و  بحران  معنوی،  خواستار  اتخاذ  رویکردی  جدید  برای  مقابله  با  این  بحران‌ها  و  ایجاد  "تمدنی  جهانی"  مبتنی  بر  "اخلاق  انسانی"،  "تفاهم  متقابل"  و  "همبستگی  جهانی"  می‌شود.  او  در  این  مانیفست  با  تأکید  بر  اینکه  "بشریت  در  یک  دوراهی  تاریخی"  قرار  گرفته  است،  از  تمام  انسان‌ها  می‌خواهد  تا  با  کنار  گذاشتن  اختلافات  و  تعصبات  خود،  برای  ساختن  آینده‌ای  بهتر  برای  خود  و  نسل‌های  آینده  تلاش  کنند.
مورن  در  طول  زندگی  طولانی  و  پربار  خود،  همواره  به  عنوان  یک  "روشنفکر  متعهد"  شناخته  شده  است  که  با  شجاعت  و  صداقت  به  بیان  دیدگاه‌های  خود  در  مورد  مهم‌ترین  مسائل  عصر  خود  پرداخته  است.  او  با  تأکید  بر  "پیچیدگی"  پدیده‌های  انسانی  و  اجتماعی،  همواره  در  پی  یافتن  راه‌هایی  برای  غلبه  بر  "ساده‌سازی"  و  "تقلیل‌گرایی"  در  تفکر  و  عمل  بوده  است.  او  با  ارائه  "اندیشه‌ی  پیونددهنده"  و  "روش  شناسی  پیچیدگی"  سعی  کرده  است  تا  چارچوبی  برای  درک  بهتر  جهان  و  مقابله  با  چالش‌های  آن  ارائه  دهد.  مورن  با  وجود  اینکه  به  "بی‌اعتقادی  رادیکال"  معتقد  است،  اما  همواره  به  دنبال  یافتن  "معنای  زندگی"  و  "ارزش‌های  انسانی"  بوده  و  در  این  مسیر  از  هیچ  تلاشی  فروگذار  نکرده  است.  او  با  نگاهی  انسانی  و  جهانی  به  مسائل  می‌نگرد  و  معتقد  است  که  "سرنوشت  بشریت"  به  هم  پیوسته  است  و  تنها  با  "همکاری  و  همبستگی  جهانی"  می‌توان  بر  چالش‌های  عصر  حاضر  غلبه  کرد  و  آینده‌ای  بهتر  برای  تمام  انسان‌ها  ساخت.

## جنجال‌ها

### ماجرای پلوزوه
در سال ۱۹۶۸،  پس از انتشار  مطالعه‌ی  مورن  در  مورد  شهرستان  پلوزوه (Plozévet)  در  برتانی  فرانسه،  او  با  موجی  از  انتقادات  مواجه  شد.  این  مطالعه  که  با  هدف  بررسی  تحولات  اجتماعی  و  فرهنگی  در  یک  جامعه‌ی  روستایی  انجام  شده  بود،  با  واکنش  منفی  برخی  از  ساکنان  پلوزوه  مواجه  شد.  آنها  با  اعتراض  به  نحوه‌ی  به  تصویر  کشیده  شدن  زندگی  و  فرهنگشان  در  این  مطالعه،  احساس  کردند  که  مورن  به  آنها  "خیانت"  کرده  و  با  "تحریف  واقعیت"  چهره‌ای  منفی  از  آنها  به  نمایش  گذاشته  است.  این  اعتراضات  که  با  عنوان  "ماجرای  پلوزوه"  شناخته  می‌شود،  مورن  را  وادار  کرد  تا  در  نوشته‌های  بعدی  خود  به  این  انتقادات  پاسخ  دهد  و  اهداف  و  انگیزه‌های  خود  از  انجام  این  مطالعه  را  روشن‌تر  بیان  کند. او  در  کتاب  "بازگشت  به  پلوزوه"  (Retour à Plozévet)  که  در  سال  ۱۹۹۳  منتشر  شد،  به  بازنگری  تجربه‌ی  خود  در  این  شهرستان  پرداخت  و  با  صداقت  و  شفافیت  به  بررسی  انتقادات  مطرح  شده  و  همچنین  اشتباهات  و  کاستی‌های  خود  در  انجام  این  مطالعه  پرداخت.

### "سرطان اسرائیل-فلسطین"
در  ۴  ژوئن  ۲۰۰۲،  ادگار  مورن  به  همراه سمی  نئیر (Sami Naïr)  و دنیل سالناو یادداشتی  با  عنوان  "اسرائیل-فلسطین:  سرطان"  در  روزنامه‌ی  معتبر  لو موند منتشر  کردند  که  موجی  از  واکنش‌ها  و  جنجال‌ها  را  به  دنبال  داشت. در  این  یادداشت  که  با  زبانی  تند  و  بی‌پرده  نگاشته  شده  بود،  نویسندگان  به  انتقاد  از  سیاست‌های  اسرائیل  در  قبال  فلسطینیان  پرداخته  و  آن  را  به  "سرطان"  تشبیه  کردند  که  با  "تغذیه  از  رنج  و  عذاب  دو  ملت"  رشد  می‌کند.  آنها  نوشتند:  "این  سرطان  اسرائیل-فلسطین  از  یک  سو  با  تغذیه  از  اضطراب  تاریخی  ملتی  (یهودیان)  که  در  گذشته  مورد  آزار  و  اذیت  قرار  گرفته  و  همچنین  ناامنی  جغرافیایی  آنها  و  از  سوی  دیگر  با  تغذیه  از  بدبختی  ملتی  (فلسطینیان)  که  در  حال  حاضر  مورد  ستم  قرار  گرفته  و  از  حقوق  سیاسی  محروم  است،  شکل  گرفته  و  رشد  کرده  است."
مورن  و  همکارانش  در  این  یادداشت  "یک‌جانبه‌گرایی"  موجود  در  سیاست‌های  اسرائیل  را  به  شدت  مورد  انتقاد  قرار  دادند  و  با  اشاره  به  سابقه‌ی  تاریخی  رنج  و  عذاب  یهودیان،  نوشتند:  "این  آگاهی  از  قربانی  بودن  در  گذشته  است  که  امروز  به  اسرائیل  این  اجازه  را  می‌دهد  تا  به  ستمگر  مردم  فلسطین  تبدیل  شود.  اصطلاح  هولوکاست  که  سرنوشت  تراژیک  قربانیان  یهودی  را  منحصر  به  فرد  جلوه  داده  و  رنج  و  عذاب  سایر  قربانیان  تاریخ  (قربانیان  گولاگ،  کولی‌ها،  ارمنی‌ها،  سیاهپوستان  برده،  سرخپوستان  آمریکا)  را  عادی  جلوه  می‌دهد،  امروزه  به  ابزاری  برای  توجیه  استعمار،  آپارتاید  و  ایجاد  گتو  برای  فلسطینی‌ها  تبدیل  شده  است."
انتشار  این  یادداشت  موجب  برپایی  دادگاهی  شد  که  در  آن  انجمن‌های  "فرانسه-اسرائیل"  و  "وکلای  بدون  مرز"  از  ادگار  مورن  و  همکارانش  به  اتهام  "افترای  نژادی  و  حمایت  از  اعمال  تروریستی"  شکایت  کردند.  این  انجمن‌ها  در  ابتدا  توانستند  حکم  محکومیت  این  فیلسوف  را  از  دادگاه  استیناف  ورسای  دریافت  کنند،  اما  این  حکم  در  نهایت  با  رأی  قطعی  دیوان  عالی  فرانسه لغو  شد.  دیوان  عالی  فرانسه  با  تأکید  بر  آزادی  بیان،  اعلام  کرد  که  این  یادداشت  در  چارچوب  حق  آزادی  بیان  نویسندگان  آن  قرار  دارد  و  آنها  را  از  اتهامات  مطرح  شده  تبرئه  کرد.

## نقل قول‌ها

### اولین کنش سیاسی
"اولین  کنش  سیاسی  من  پیوستن  به  یک  سازمان  لیبرتر  به  نام  "همبستگی  بین‌المللی  ضد  فاشیست"  برای  آماده  کردن  بسته‌های  کمک  به  اسپانیای  جمهوری‌خواه  بود."

### اندیشه
"اندیشه  گرانبهاترین  سرمایه  برای  فرد  و  جامعه  است."

### پیری
"پیری  مانند  یک  راهپیمایی  یا  بالا  رفتن  از  پله‌ها  است،  نه  پایین  آمدن  از  پله‌ها  به  سمت  گور.  این  پله‌هایی  است  که  شما  از  آن  بالا  می‌روید  و  هر  پله  که  می‌آید،  با  توجه  به  پله‌های  قبلی  که  پشت  سر  گذاشته‌اید،  ارزش  بیشتری  دارد.  تجربه  به  پله‌ی  بعدی  ارزش  بیشتری  می‌بخشد.  بنابراین،  پیری  جستجوی  یک  تغییر  دائمی  است."

### امید به امر غیرمحتمل
"امر غیرمحتمل  بارها  در  تاریخ  رخ  داده  است.  آتن،  یک  شهر  کوچک  و  فقیر،  دو  بار  در  برابر  امپراتوری  عظیم  ایران  مقاومت  کرد  و  به  لطف  این  مقاومت،  فلسفه  و  دموکراسی  متولد  شدند."

## افتخارات و نشان‌های دریافتی
ادگار مورن در طول زندگی پربار خود، جوایز و افتخارات متعددی را از مؤسسات علمی و فرهنگی مختلف در سراسر جهان دریافت کرده است. این نشان‌ها و جوایز،  نشان‌دهنده‌ی  تأثیر  عمیق  اندیشه‌های  او  در  حوزه‌های  مختلف  علمی  و  همچنین  فعالیت‌های  اجتماعی  او  در  عرصه‌ی  بین‌المللی  است.

### نشان‌های افتخار
مورن به پاس خدمات ارزنده‌اش به جامعه‌ی بشری و پیشرفت علم و فرهنگ، نشان‌های افتخار متعددی را از کشورهای مختلف دریافت کرده است. برخی از مهم‌ترین این نشان‌ها عبارتند از:
- صلیب بزرگ لژیون دونور (Grand-croix de la Légion d'honneur):  این نشان که بالاترین نشان افتخار در فرانسه است، در سال ۲۰۲۱ به مورن اعطا شد. او پیش از این، درجات پایین‌تر این نشان،  یعنی  افسری  در  سال  ۱۹۹۲،  فرماندهی  در  سال  ۲۰۰۱ [^89]  و  افسری  بزرگ  در  سال  ۲۰۱۶  را  دریافت  کرده  بود.  دریافت  صلیب  بزرگ  لژیون  دونور،  نشان‌دهنده‌ی  جایگاه  ویژه  و  تأثیرگذاری  عمیق  ادگار  مورن  در  جامعه‌ی  فرانسه  و  جهان  است.
- افسر بزرگ نشان ملی لیاقت (Grand officier de l'ordre national du Mérite):  این نشان  که  دومین  نشان  افتخار  مهم  در  فرانسه  است،  در  سال  ۲۰۱۲  به  مورن  اعطا  شد.
- فرمانده نشان هنر و ادبیات (Commandeur de l'ordre des Arts et des Lettres):  این  نشان  به  کسانی  اعطا  می‌شود  که  خدمات  ارزنده‌ای  به  پیشرفت  هنر  و  ادبیات  داشته‌اند.
- صلیب بزرگ نشان سنت یاگو شمشیر (Grand-croix de l'ordre de Sant'Iago de l'Épée):  این  نشان  که  از  جمله  نشان‌های  مهم  در  پرتغال  است،  به  مورن  به  پاس  فعالیت‌های  علمی  و  فرهنگی‌اش  اعطا  شده  است.
- فرمانده نشان لیاقت فکری (Commandeur de l'ordre du Mérite Intellectuel):  این  نشان  که  از  سوی  پادشاه  مراکش  اعطا  می‌شود،  نشان‌دهنده‌ی  تأثیرگذاری  اندیشه‌های  مورن  در  کشورهای  عربی  و  اسلامی  است.
- افسر نشان لیاقت مدنی (Officier de l’ordre du Mérite civil):  این  نشان  اسپانیایی  به  کسانی  اعطا  می‌شود  که  در  زمینه‌های  علمی،  فرهنگی  و  اجتماعی  خدمات  مهمی  به  جامعه  ارائه  داده‌اند.

### عناوین افتخاری
علاوه بر نشان‌های افتخار، مورن عناوین افتخاری متعددی را نیز از مؤسسات علمی و فرهنگی مختلف دریافت کرده است. برخی از این عناوین عبارتند از:
- مدیر تحقیقات بازنشسته در مرکز ملی تحقیقات علمی فرانسه (CNRS):  مورن  سال‌ها  در  این  مرکز  به  تحقیق  و  پژوهش  پرداخته  و  پس  از  بازنشستگی،  عنوان  افتخاری  "مدیر  تحقیقات  بازنشسته"  به  او  اعطا  شد.
- رئیس شورای علمی موسسه علوم ارتباطات CNRS:  او  به  عنوان  یکی  از  متخصصان  برجسته  در  حوزه‌ی  علوم  ارتباطات،  ریاست  شورای  علمی  این  موسسه  را  بر  عهده  داشته  است.
- رئیس آژانس فرهنگ اروپا (یونسکو):  مورن  در  دهه‌ی  ۱۹۹۰  ریاست  این  آژانس  را  بر  عهده  داشت  و  در  این  دوران،  تلاش‌های  زیادی  برای  ترویج  گفتگوی  بین  فرهنگ‌ها  و  همکاری‌های  فرهنگی  در  سطح  بین‌المللی  انجام  داد.
- رئیس انجمن اندیشه پیچیده:  او  به  عنوان  بنیانگذار  و  نظریه‌پرداز  اصلی  "اندیشه  پیچیده"،  ریاست  این  انجمن  را  بر  عهده  دارد  و  در  ترویج  و  گسترش  این  رویکرد  نقش  مهمی  ایفا  کرده  است.
- رئیس انجمن صدای اینترنت:  مورن  به  عنوان  یکی  از  پیشگامان  در  بررسی  تأثیرات  اینترنت  بر  جامعه  و  فرهنگ،  ریاست  این  انجمن  را  بر  عهده  دارد.
- عضو افتخاری باشگاه بوداپست:  این  باشگاه  که  متشکل  از  متفکران  و  دانشمندان  برجسته  از  سراسر  جهان  است،  به  دنبال  یافتن  راه‌حل‌هایی  برای  چالش‌های  جهانی  و  ایجاد  آینده‌ای  بهتر  برای  بشریت  است.  عضویت  افتخاری  مورن  در  این  باشگاه،  نشان‌دهنده‌ی  جایگاه  ویژه  و  احترام  جامعه‌ی  جهانی  به  او  است.

## آثار ترجمه شده به فارسی
- اولین اثر: «انسان و مرگ» (۱۹۵۱ میلادی)
- سرمشق گمشده - ترجمه علی اسدی- نشر سروش -چاپ اول ۱۳۷۰
- درآمدی بر اندیشه پیچیده- ترجمه افشین جهاندیده- نشر نی - چاپ اول ۱۳۷۹
- روش (جلد اول) (طبیعت طبیعت)- ترجمه علی اسدی- نشر سروش - چاپ اول ۱۳۷۴
- روش (جلد دوم) (حیات حیات)- ترجمه علی اسدی- نشر سروش - چاپ اول ۱۳۷۴
- روش (جلد سوم) (دانش دانش) - ترجمه علی اسدی - نشر سروش - چاپ اول ۱۳۷۴
- روش (جلد چهارم) (اندیشه‌ها)
- هفت دانش ضروری برای آموزش و پرورش آینده (ترجمه محمد یمنی)انتشارات دانشگاه شهید بهشتی ۱۳۸۲
- روش (جلد پنجم)(هویت انسانی)- ترجمه امیر نیک‌پی - فائزه محمدی- نشر قصیده‌سرا- چاپ پنجم ۱۳98
- روش (جلد ششم) (اخلاق) _ ترجمه امیر نیک پی، نشر نگاه معاصر، چاپ دوم،1396
- آموزش برای دوران جهانی-ترجمه عباس باقری- نشرعلم - چاپ اول ۱۳۸۸
- یادگیری در عصر سیاره ای (ترجمه محمد یمنی) پژوهشکده مطالعات فرهنگی اجتماعی ۱۳۸۷